# Zeiss Ikon

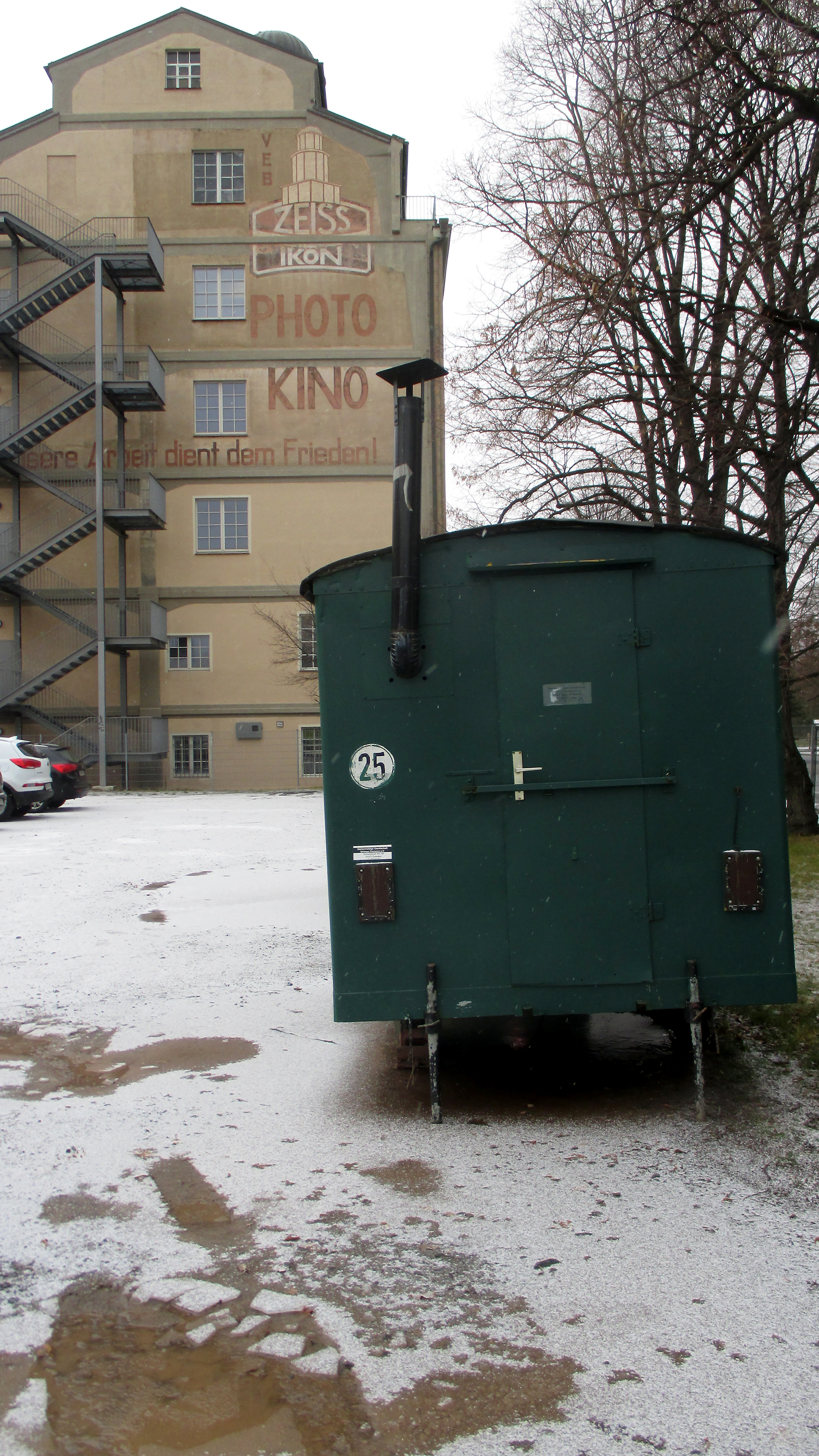
Zeiss Ikon Werke Dresden – Gebäudeaufschrift: „Photo Kino – Unsere Arbeit dient dem Frieden“

Die Zeiss Ikon AG war bis zum Zweiten Weltkrieg einer der bedeutendsten Kamera- und Kinoprojektorenhersteller sowie Weltmarktführer bei Schmalfilmkameras. Zeiss Ikon stellte neben optischen Geräten auch Filme, Messtechnik, Autoteile, Türschlösser, Spiegelleuchten sowie Buchungsmaschinen her und war Inhaber des ersten Patentes auf den heute allgemein verbreiteten Profilzylinder.
1926 in Dresden gegründet, gehört das 1989 in Ikon AG umfirmierte Unternehmen heute zur Assa Abloy Sicherheitstechnik GmbH und fertigt unter der Marke „IKON“ nur noch Erzeugnisse der Schließ- und Sicherheitstechnik. Die Marke „Zeiss Ikon“ wird auch für Produkte genutzt, die nicht mit dem Dresdner Unternehmen und seinen Rechtsnachfolgern in Verbindung stehen.

## Unternehmens- und Produktgeschichte

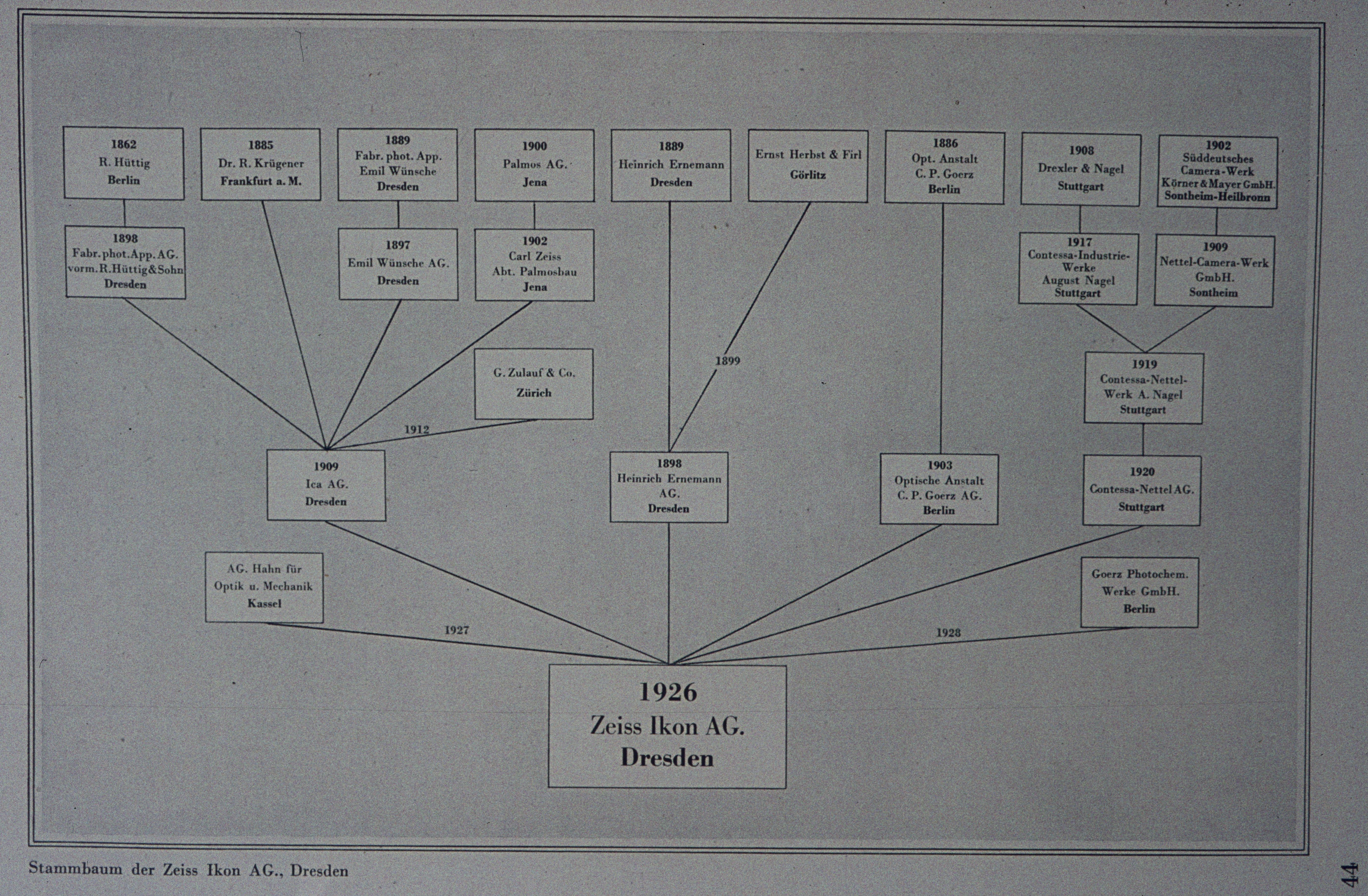
Stammbaum der Zeiss Ikon AG Dresden

Ein stilisierter Teil des Zeiss-Tessar-Objektives bildet das Logo von Zeiss Ikon

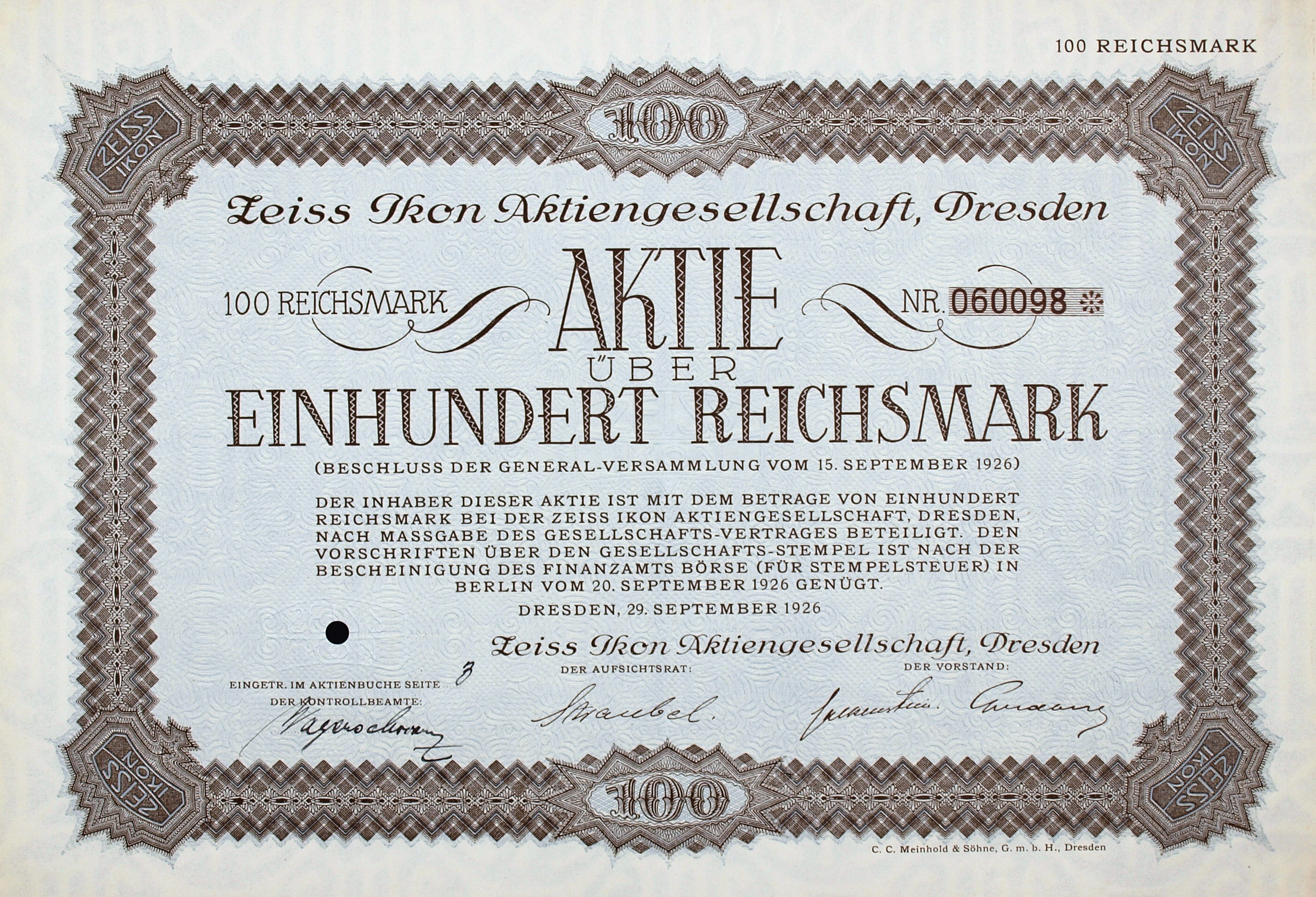
Aktie über 100 Reichsmark der Zeiss Ikon AG vom 29. September 1926

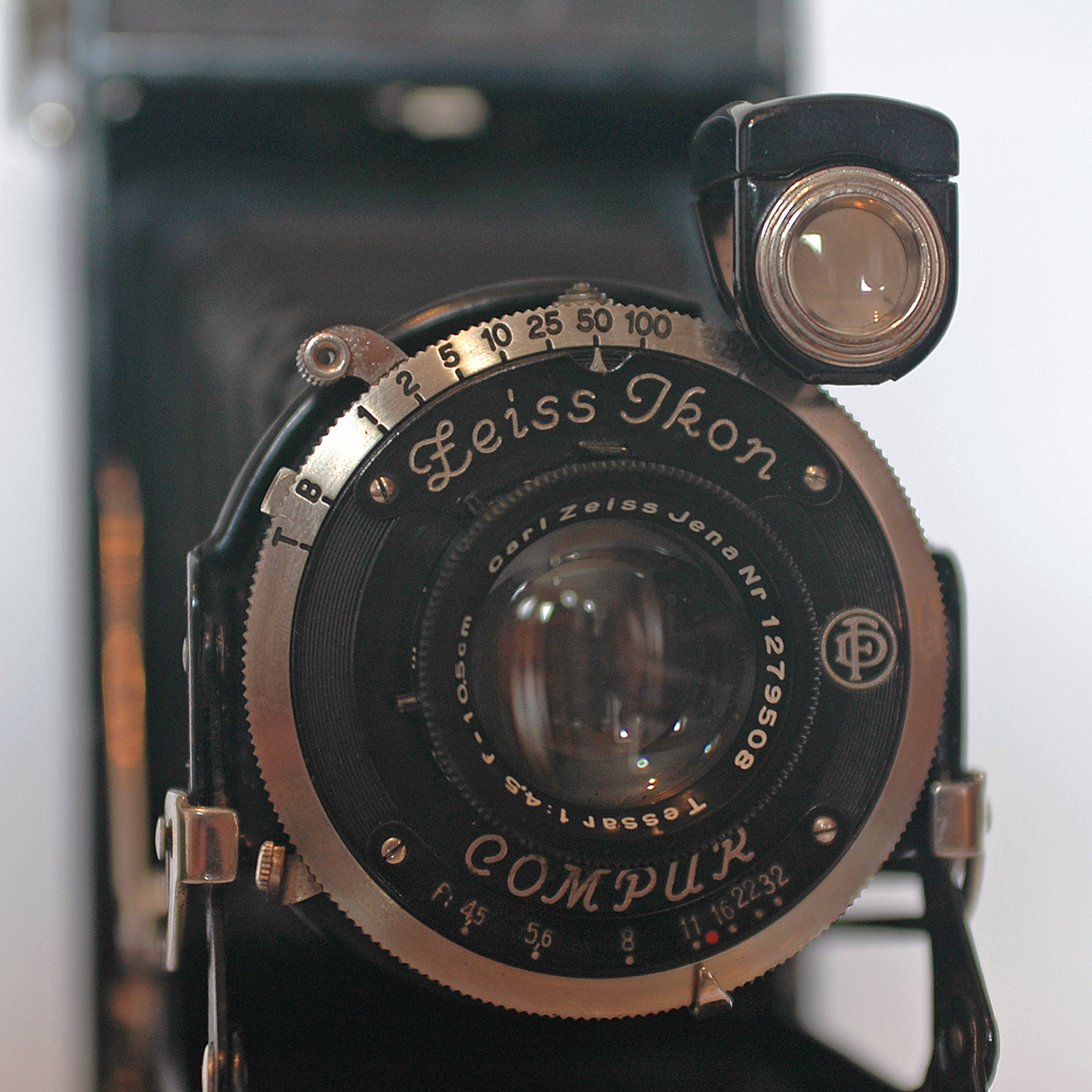
Detailansicht einer Zeiss Ikon Ikonta mit Compur-Verschluss und Carl Zeiss Tessar-Objektiv

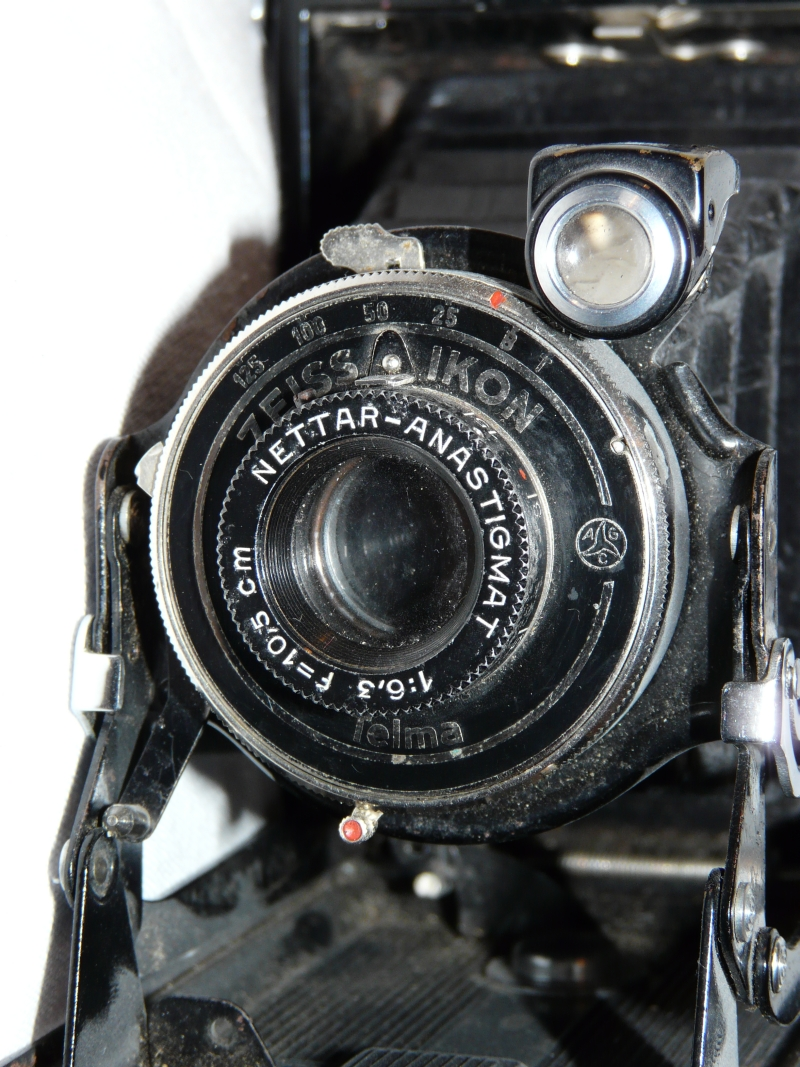
Zeiss Ikon Telma

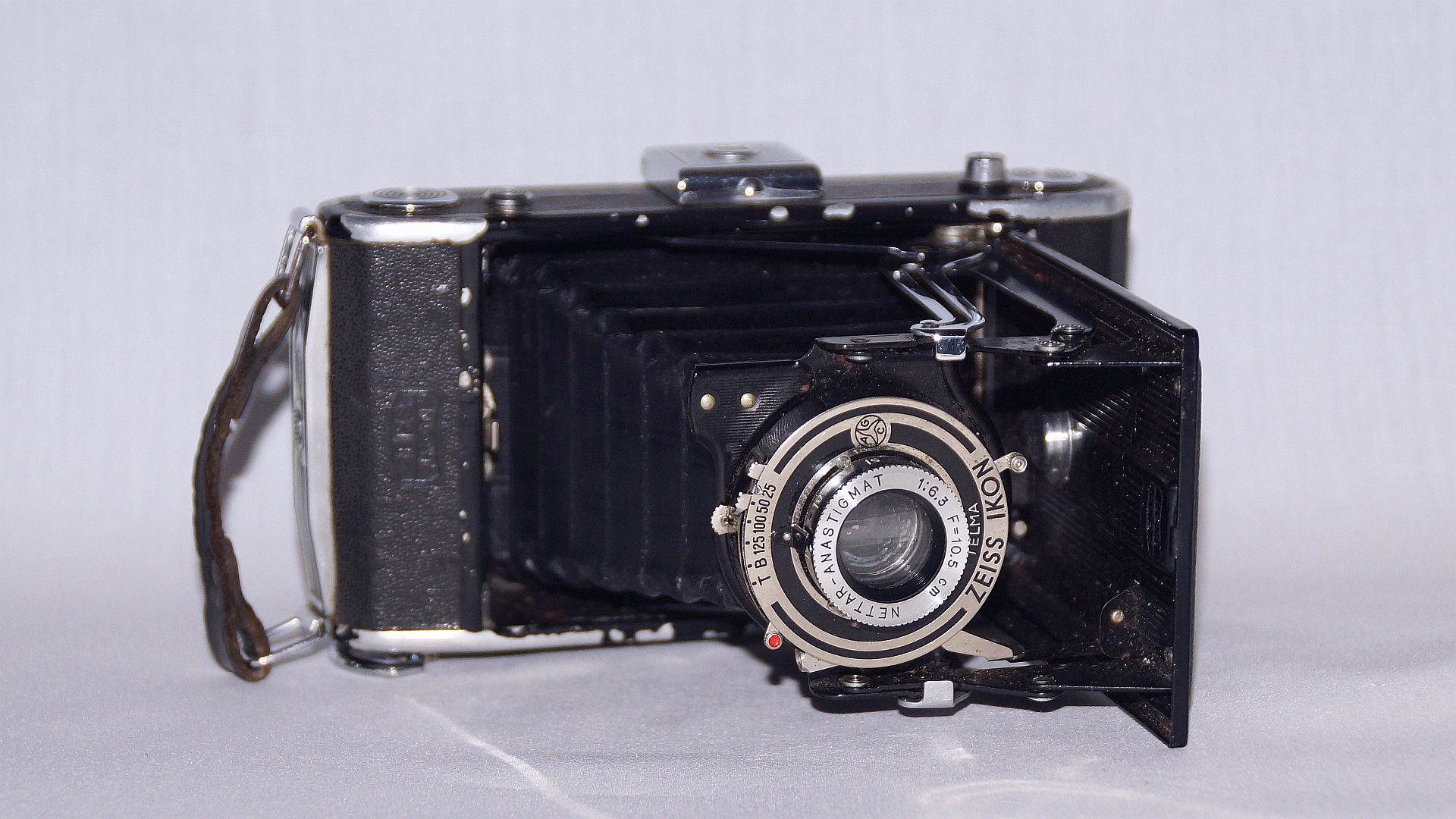
Zeiss Ikon Nettar 510

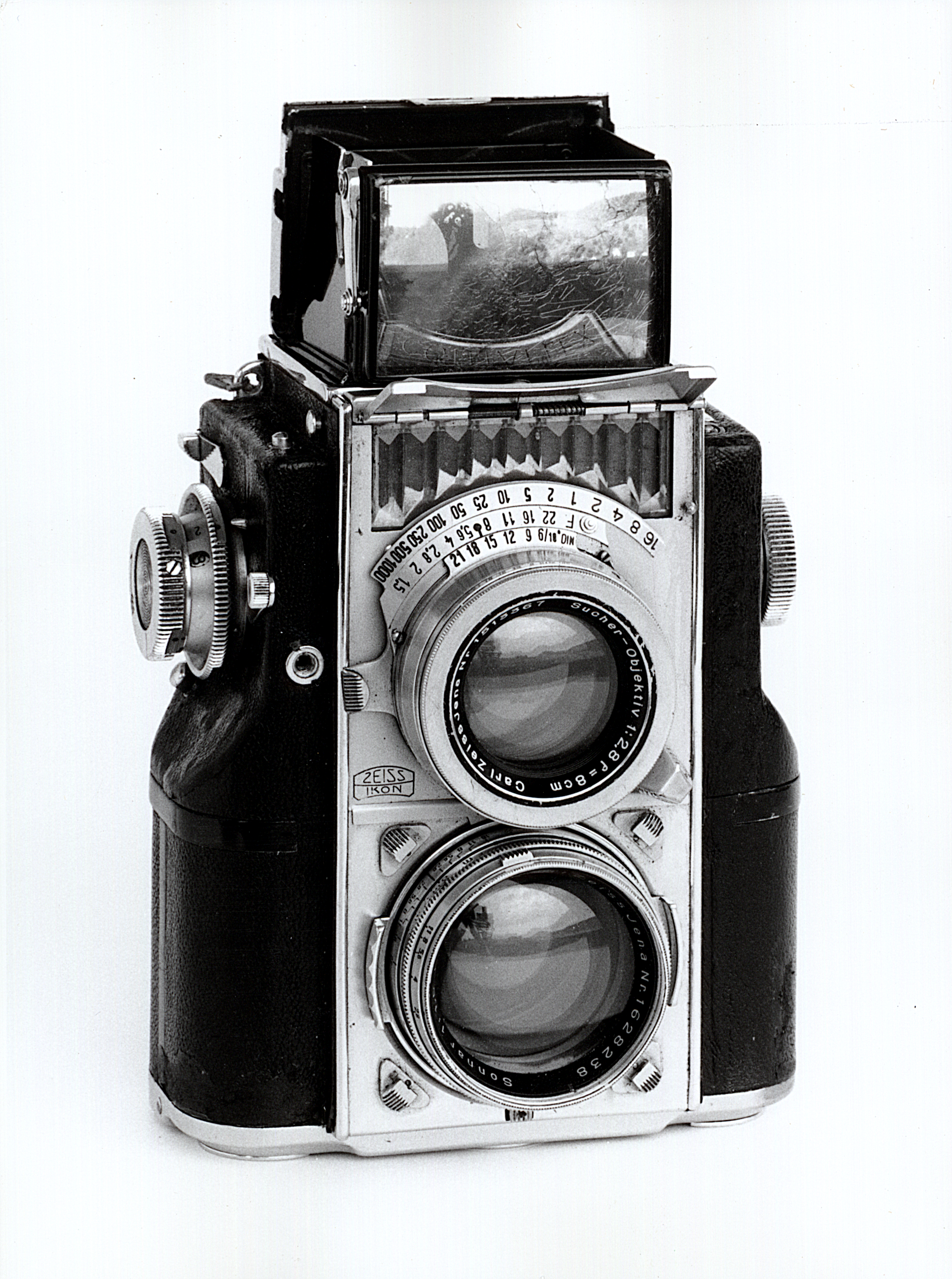
Zeiss Ikon Contaflex, zweiäugige Spiegelreflexkamera

### Von der Gründung bis 1945
Die Gründung der Zeiss Ikon AG stellte eine der größten Industriefusionen in der Zeit der Weimarer Republik dar. Treibende Kraft des Zusammenschlusses und Mehrheitsaktionär der Zeiss Ikon AG war das Unternehmen Carl Zeiss in Jena. Die Fusion vollzog sich in mehreren Etappen und begann 1909 mit der von Carl Zeiss initiierten Gründung der Internationalen Camera Actiengesellschaft in Dresden. Am 14. und 15. September 1926 genehmigten die Hauptversammlungen von:
- Internationale Camera Actiengesellschaft (ICA), Dresden,
- Optische Anstalt C. P. Goerz AG, Berlin,
- Contessa-Nettel AG, Stuttgart, und
- Ernemann-Werke AG, Dresden,

die schon zuvor geschlossenen Fusionsverträge. Diese hatten eine auf den 1. Oktober 1925 zurückdatierte Gültigkeit, sodass 1925/26 das erste Geschäftsjahr war. Die Gründung erfolgte durch Vermögensübertragung auf die Goerz AG, die ihren Namen in Zeiss Ikon AG änderte und ihren Sitz nach Dresden verlegte. Um die Ausrichtung auf Fotografie zu betonen, wurde das griechische Wort εἰκών (eikón bzw. deutsch „ikon“ = Bild) Bestandteil von Marke und Warenzeichen des Unternehmens. Der Namenszusatz Zeiss dokumentierte die Zugehörigkeit und den Führungsanspruch der Konzernmutter in Jena. Der erste Gesamtkatalog erschien 1927 und enthielt noch zahlreiche Produkte der Vorgängergesellschaften. Zum Abschluss kam die Fusion Ende 1928 durch die Beitritte der ehemaligen Goerz Tochterunternehmen:
- Aktiengesellschaft Hahn für Optik und Mechanik, Ihringshausen/Kassel (1927), und
- Goerz Photochemische Werke AG, Berlin (1928).[1]

Obwohl der Zusammenschluss unter erheblichen Kapitalabschreibungen und sehr vorsichtiger Bewertung der Aktiva erfolgte, war die Zeiss Ikon AG bereits 1929 mit 50 Mio. Reichsmark mehr wert als der Hauptaktionär Carl Zeiss (21,3 Mio.). Aufgrund des Produktportfolios der Gründungsunternehmen war Zeiss Ikon von Beginn an breit diversifiziert. 1930 wurde in sechs großen Werken in Dresden, Berlin und Stuttgart produziert:
| Betrieb                              | Produktion0                                                                         |
| ------------------------------------ | ----------------------------------------------------------------------------------- |
| ICA-Werk (Dresden)                   | Kameras, Kino-Aufnahmeapparate, Projektionsapparate                                 |
| Ernemann-Werk (Dresden)              | Theater-, Schul- und Heimkino-Vorführungsapparate, ballistische Apparate            |
| Werk Reick („Wünsche-Werk“, Dresden) | Fotozubehör, Werkzeugnormalien, Holz- und Metallbearbeitung, Gießerei-Artikel       |
| Contessa-Werk (Stuttgart)            | Kameras und Bedarfsartikel                                                          |
| Goerzwerk (Berlin-Lichterfelde)      | Leuchten, Schlösser, Rechenmaschinen, Autozubehör, Instrumente, Kameras und Zubehör |
| Filmwerk (Berlin-Lichterfelde)       | Rohfilm und fotografische Filme                                                     |

Neben den sechs Hauptwerken besaß Zeiss Ikon zahlreiche kleinere Standorte und ungenutzte Kapazitäten. In den Anfangsjahren lag der Schwerpunkt der Unternehmenspolitik auf der Bereinigung des Kamerasortiments: 1927 wurden noch 100 Grundmodelle in über 1000 Varianten gefertigt; 1929 gab es noch 47, 1938 noch 14 Kamera-Grundmodelle. Hauptverantwortlich für die Konsolidierung der Produktion war der promovierte Maschinenbau-Ingenieur Heinz Küppenbender (1901–1989), der zuvor bei Carl Zeiss in Jena tätig war.
Am Beginn der 1930er Jahre war Zeiss Ikon an zahlreichen Forschungs- und Entwicklungsprojekten beteiligt und leistete wichtige Beiträge zur Grundlagenforschung in der feinmechanisch-optischen Industrie. Ausdruck dessen war beispielsweise die Gründung der „Fernseh Aktiengesellschaft Berlin“ (FESE) im Juni 1929, die im Goerzwerk angesiedelt wurde und zum Wegbereiter der Fernsehtechnik wurde. Die Fernseh AG wurde als Gemeinschaftsunternehmen von Bosch (Stuttgart), Baird Television (London), Loewe (Berlin) und Zeiss Ikon gegründet, die jeweils zu 25 Prozent beteiligt waren.
Zeiss Ikon beschäftigte dutzende renommierte Wissenschaftler und Spitzeningenieure, z. B. Ludwig Bertele, Wilhelm Winzenburg, Heinz Thiele, Otto Vierling, Paul Görlich, Alfred Krohs, Paul Gänsewein, Werner Haunstein, Heinrich Jacob, Herbert Brause und Hubert Nerwin. Zu den herausragendsten Köpfen des Konzerns gehörte Emanuel Goldberg (1881–1970), der auf allen Gebieten der Bildtechnologie forschte und zukunftsweisende Medientechnik („Wissensmaschine“) entwickelte, im Rahmen des nationalsozialistischen Terrors wurde Goldberg, der Jude war, verfolgt und zur Emigration gezwungen.
Zu den bedeutendsten Produkten von Zeiss Ikon gehört die 1932 auf dem Markt eingeführte Systemkamera Contax, mit der eine Konkurrenz zur berühmten Leica der Ernst Leitz GmbH geschaffen wurde. 1936 folgte mit der Contax II die erste Messsucherkamera der Welt. Anfang der 1920er Jahre entwickelten Ingenieure der Aktiengesellschaft Hahn in Ihringshausen bei Kassel den Profilzylinder, der 1924 zum Patent angemeldet wurde. 1928 wurde Zeiss Ikon das Patent Nr. 469 260 für den Schließzylinder mit „Hahnprofil“ erteilt. Der Profilzylinder Bauart Zeiss Ikon ist heute in der DIN 18252 genormt und in Europa und quasi weltweit zum Standard geworden.
Die stückzahlmäßig bedeutendsten Kameras aus dem Hause Zeiss Ikon waren in der Zeit von 1930 bis 1939 die Klappkameras vom Typ Ikonta, die in verschiedenen Negativ-Formaten, Ausstattungen und Bestückungen angeboten wurden. Die Serie wurde nach unten ergänzt durch die etwas abgespeckten Kameras der Nettar- und Bob-Reihe. Weit verbreitet waren auch einfache Box-Kameras, wie die in Berlin produzierte Box Tengor.
Bereits 1933 richtete sich der Konzern auf die neuen Machthaber ein und brachte die Baldur heraus, eine nach dem NS-Reichsjugendführer Baldur von Schirach benannte Boxkamera in den Versionen für Aufnahmeformat 4,5 cm × 6 cm und 6 cm × 9 cm. 1934 folgte mit der Super Nettel eine 135er-Klappkamera mit Schlitzverschluss „ideal für Wehrtechnik und Sport“. 1936 erschien die Contaflex, eine zweiäugige Spiegelreflexkamera für den Kleinbildfilm und erste Kamera mit eingebautem fotoelektrischem Belichtungsmesser. 1938 stellte Zeiss Ikon die Tengor II vor, eine überarbeitete Goerz Box Tengor für das Aufnahmeformat 6 cm × 9 cm. 1937 kam die Tenax auf den Markt, eine Schnellschusskamera für das Format 24 mm × 24 mm auf 135er-Film. Ihr folgte noch kurz vor Kriegsausbruch die einfachere, im Taschenformat gehaltene Tenax I.
Ab 1940 wurde die gesamte deutsche Industrie auf Kriegswirtschaft umgestellt. Zeiss Ikon konnte nur noch Sonderserien der so genannten Kriegs-Tengor 54/2 und der Tengoflex bis 1944 ausliefern. Die Dresdner Zeiss Ikon Werke waren während des Zweiten Weltkriegs mit rund 6000 Mitarbeitern, darunter zahlreiche Zwangsarbeiter aus den von Deutschland besetzten Gebieten, größter Rüstungsbetrieb der Stadt. Bei Zeiss Ikon gab es eine 400 Mitarbeiter starke jüdische Abteilung. Werksleitung und Wehrmacht widersetzten sich Anfang 1942 mit der Drohung, das Werk sonst schließen zu müssen, zunächst teilweise erfolgreich der von der Gestapo beabsichtigten sofortigen Deportation der jüdischen Belegschaft in das Ghetto Riga. Nur ein Teil der betriebsangehörigen Juden wurde verschleppt. Im November 1942 wurden die noch bei Zeiss beschäftigten Juden dann im Judenlager Hellerberg am nördlichen Stadtrand zusammengepfercht und drei Monate später, nachdem ihre Arbeitskraft in der Fabrik vollständig durch neu eingearbeitete Zwangsarbeiter ersetzt worden war, nach Auschwitz abtransportiert und ermordet.
Im Krieg wurden die Goerz-Werke in Berlin stark zerstört. Das Contessa-Nettel-Werk in Stuttgart blieb völlig unzerstört. Die Dresdner Werke Ernemann und Ica hatten nur geringfügige Bombenschäden. Nach Kriegsende erfolgte eine weitgehende Demontage aller Werke.

### Zwangsarbeiterinnen und Außenlager des KZ Flossenbürg bei Zeiss Ikon
Im Dresdner Goehle-Werk auf der Riesaer Straße 32 und im Werk Reick der Zeiss Ikon AG wurden im Oktober 1944 Außenlager des KZ Flossenbürg eingerichtet.
In Berlin betrieb das Unternehmen im Goerzwerk und Filmwerk 4 Zwangsarbeitslager für mindestens 600 Zwangsarbeiter, darunter italienische Militärinternierte und „Ostarbeiter“

#### Goehle-Werk
Das Goehle-Werk (auch Goehlewerk), benannt nach dem Konteradmiral der deutschen Kriegsmarine Herbert Goehle (1878–1947), war 1940/41 als Munitionsherstellungsbetrieb erbaut worden. Es wurden Zeitzünder, Brandschrapnelle für Flakgeschosse und Bombenzünder hergestellt. Im Goehle-Werk arbeiteten neben den Häftlingen aus den KZs Flossenbürg und Ravensbrück hauptsächlich ungelernte Zwangsarbeiterinnen, die zu einem großen Teil aus Polen und der Sowjetunion stammten. U. a. wurde die Jüdin Henny Brenner gezwungen, dort zu arbeiten. Zeugen sagten aus, dass die Lebensumstände der Arbeiterinnen äußerst widrig waren: So sei deren Verpflegung völlig unzureichend und folglich deren Gesundheitszustand mangelhaft gewesen. Die Aufseherin de Hueber wurde als hart und grausam beschrieben. Zahlreiche Fluchtversuche sprechen vom großen Leidensdruck der Frauen. Während der Luftangriffe auf Dresden am 14. Februar wurden die Frauen im Goehle-Werk eingesperrt. Einige flüchteten erfolgreich in den nachfolgenden Wirren. Das Außenlager wurde Mitte April zu Fuß die Elbe entlang und per Bahn nach Leitmeritz (heute Litoměřice) „evakuiert“ und währenddessen befreit. Viele konnten schon vorher flüchten. Im „Goehlewerk-Prozess“ wurden 1949 zehn Personen angeklagt – u. a. der stellvertretende Betriebsleiter, mehrere Meister und SS-Aufseherinnen – und zu Strafen zwischen einem und acht Jahren Haft verurteilt. Häftlingstötungen konnten nicht nachgewiesen werden.

### Nach 1945
1948 wurde das Unternehmen enteignet und in einen Staatsbetrieb mit Sitz in Dresden umgewandelt. Durch einen Hauptversammlungsbeschluss vom 3. März 1948 wurde daraufhin der Sitz der Zeiss Ikon AG rechtsgültig von Dresden nach Stuttgart verlegt. Damit waren alle Rechte, vor allem die Namensrechte, in Westdeutschland.

#### VEB Pentacon (DDR)

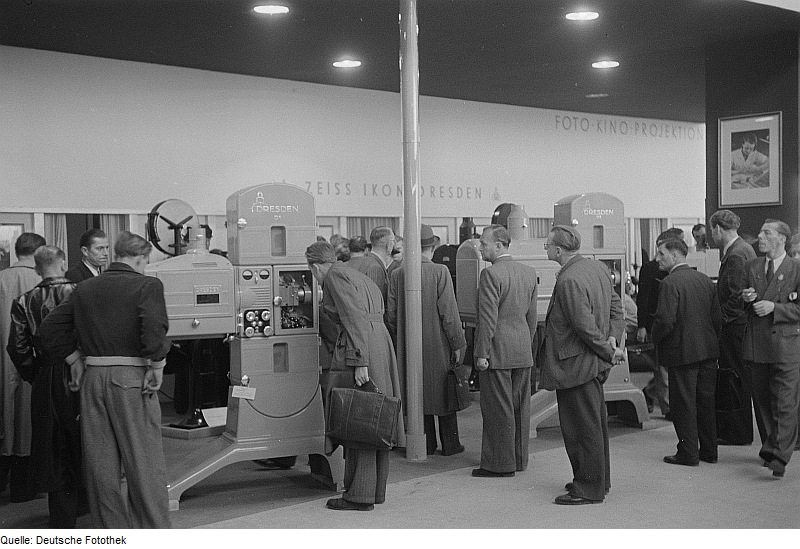
Messestand des VEB Zeiss Ikon Dresden (1952)

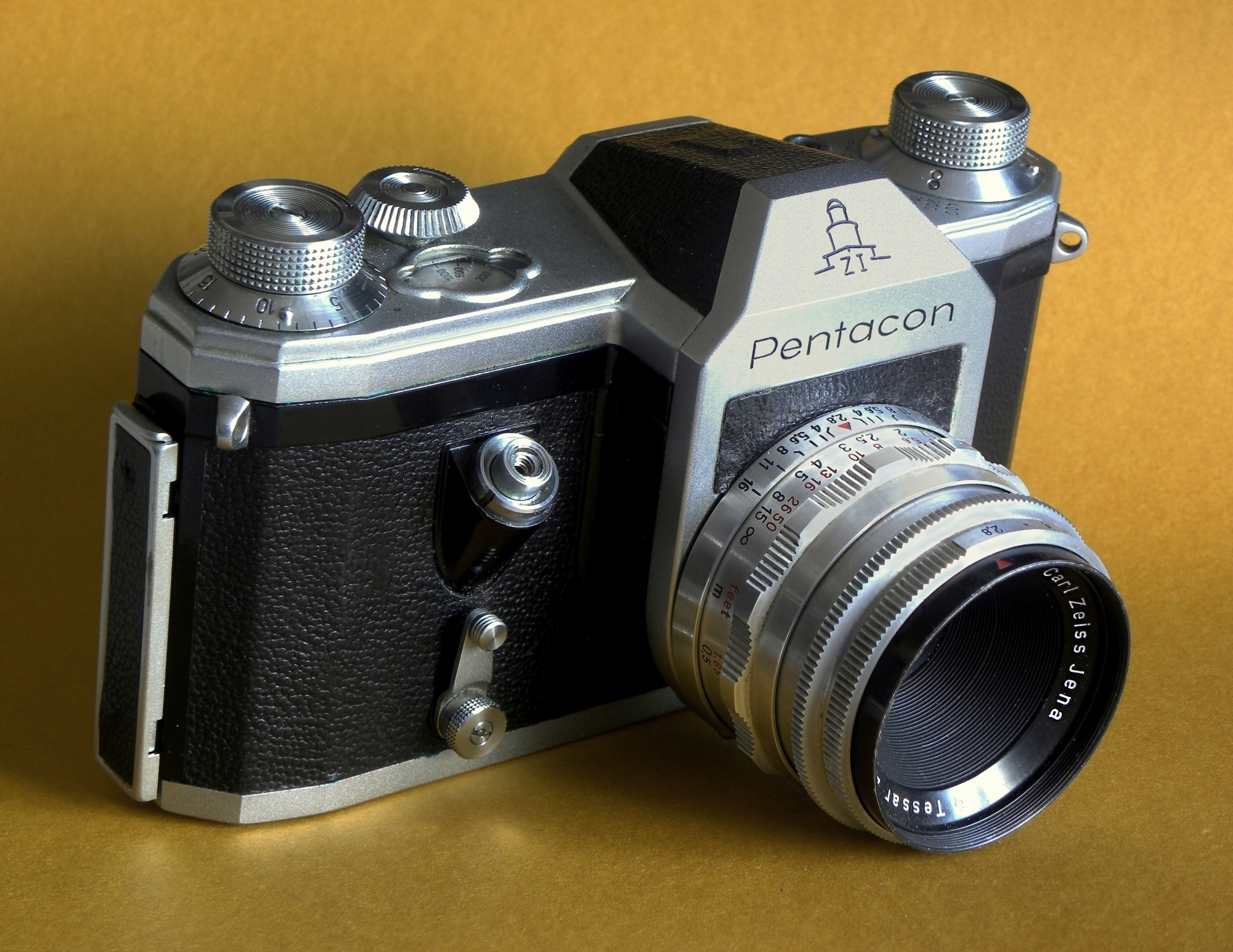
VEB Zeiss Ikon Pentacon mit Tessar 1:2,8/50

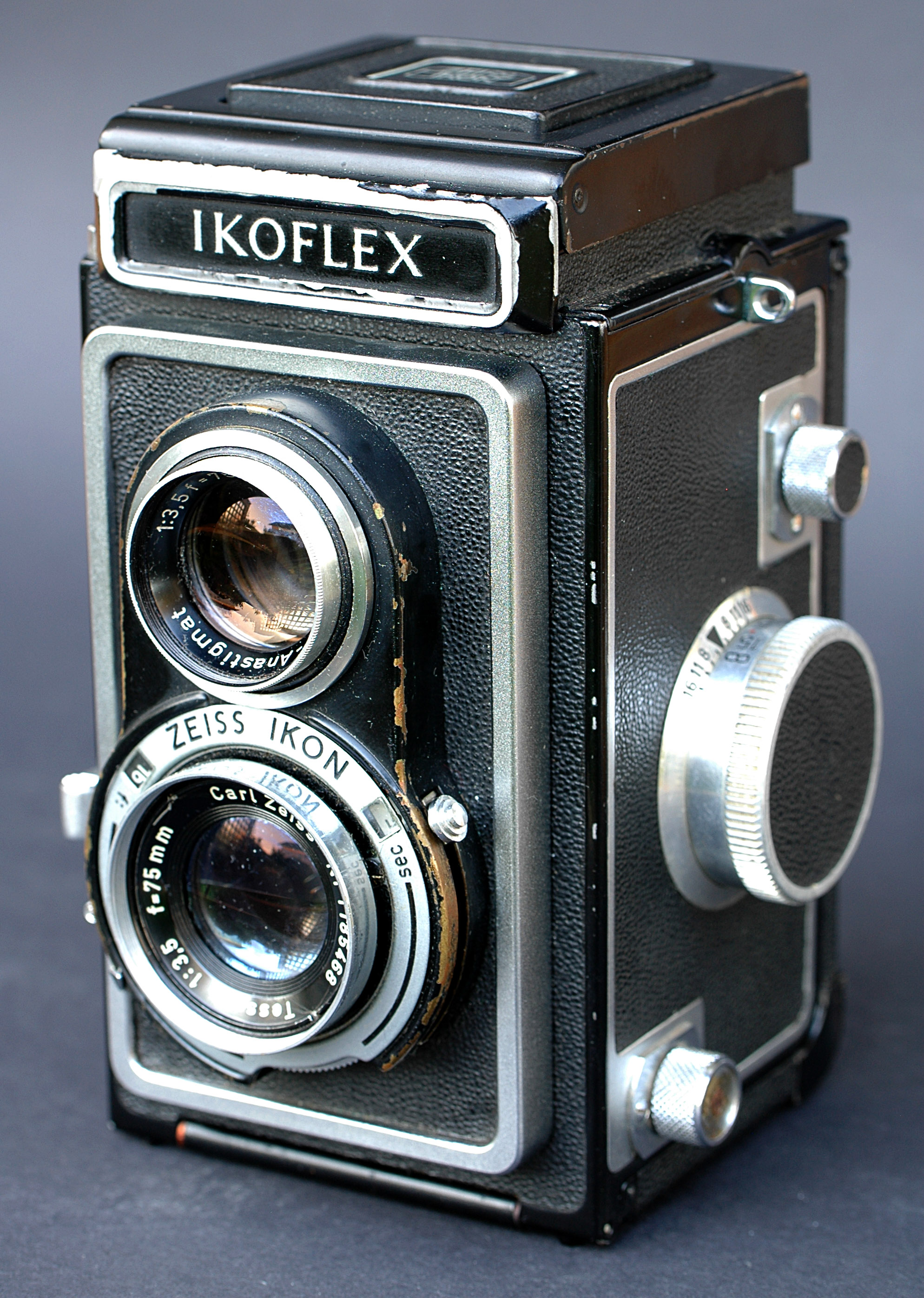
Ikoflex 1B 856/16 (1956)

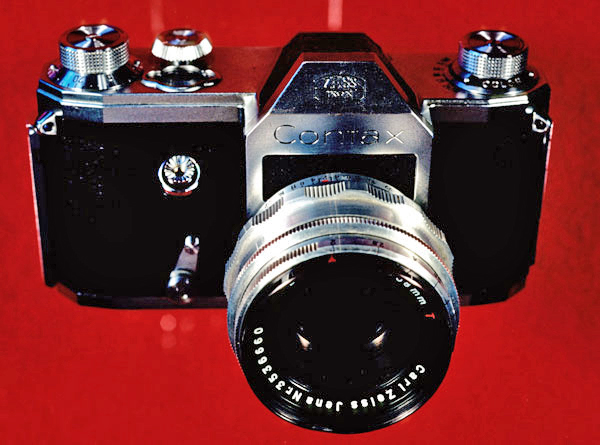
Contax S: SLR mit seitenrichtigem Sucherbild

Der am Dresdner Standort verbliebene Betrieb hieß ab 1953 VEB Mechanik Zeiss Ikon, ab 1955 VEB Zeiss Ikon. 1958 erfolgte eine weitere Umbenennung in VEB Kinowerke Dresden. Unter dem Namen VEB Kamera- und Kinowerke Dresden entstand dann im folgenden Jahr ein neuer Großbetrieb, in dem weitere Unternehmen der Dresdner optischen Industrie integriert wurden. Ab 1964 firmierte das Unternehmen als VEB Pentacon Dresden. Der VEB Feinoptisches Werk Görlitz wurde zusammen mit dem Pentacon-Stammbetrieb in Dresden und dem Ihagee Kamerawerk AG i. V. 1968 in das Kombinat VEB PENTACON Dresden eingegliedert. Pentacon ging seinerseits 1985 im Kombinat VEB Carl Zeiss Jena auf.
In der Nachkriegszeit wurden unter anderem Sicherheitsschlösser und Kameras hergestellt. Von 1951 bis 1956 wurden Mittelformat- beziehungsweise Boxkameras unter dem Namen Zeiss Ikon produziert. Das letzte Modell dieser Art von Zeiss Ikon war die Tengor 56/2.
Der aus den Wörtern „Pentaprisma“ und „Contax“ abgeleitete Markenname Pentax wurde 1957 an Asahi Optical verkauft.

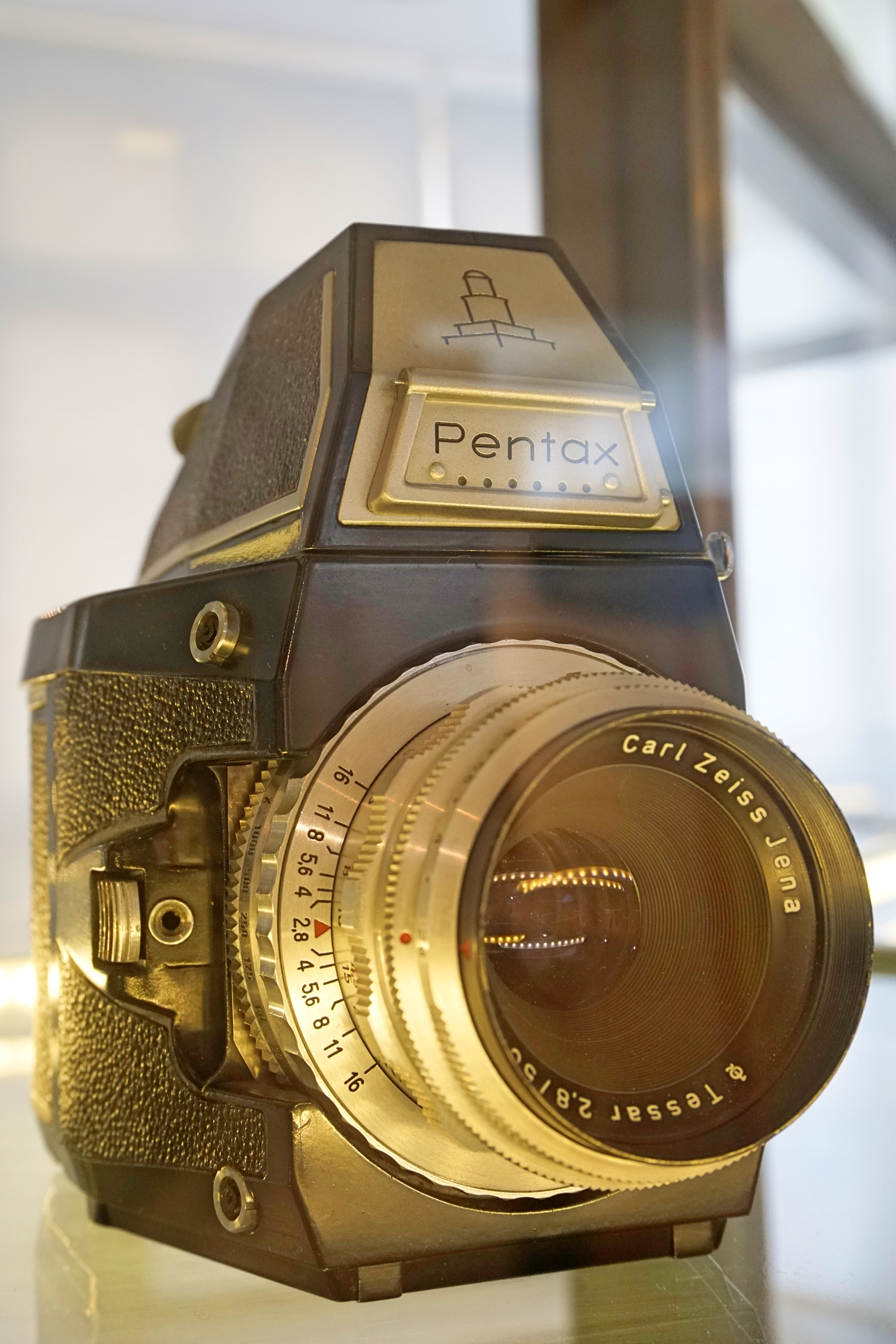
Technische Sammlungen Dresden: Spiegelreflexkamera Pentax 1954 – Prototyp

Nachfolgebetriebe des ehemaligen Dresdner Kombinats VEB Pentacon Dresden beziehungsweise der Pentacon GmbH stellen heute wieder Spezial- und Digitalkameras her, insbesondere für den chinesischen Markt. Zu den Nachfolgebetrieben gehören die Kamerawerk Dresden GmbH durch Rückübertragung an Noble und die Pentacon GmbH, die nach Insolvenz durch Schneider Kreuznach übernommen und weitergeführt wurde. In Großbritannien gibt es die Praktica (GB) Ltd, eine Tochtergesellschaft der Pentacon GmbH.

#### Zeiss Ikon AG (Bundesrepublik Deutschland)

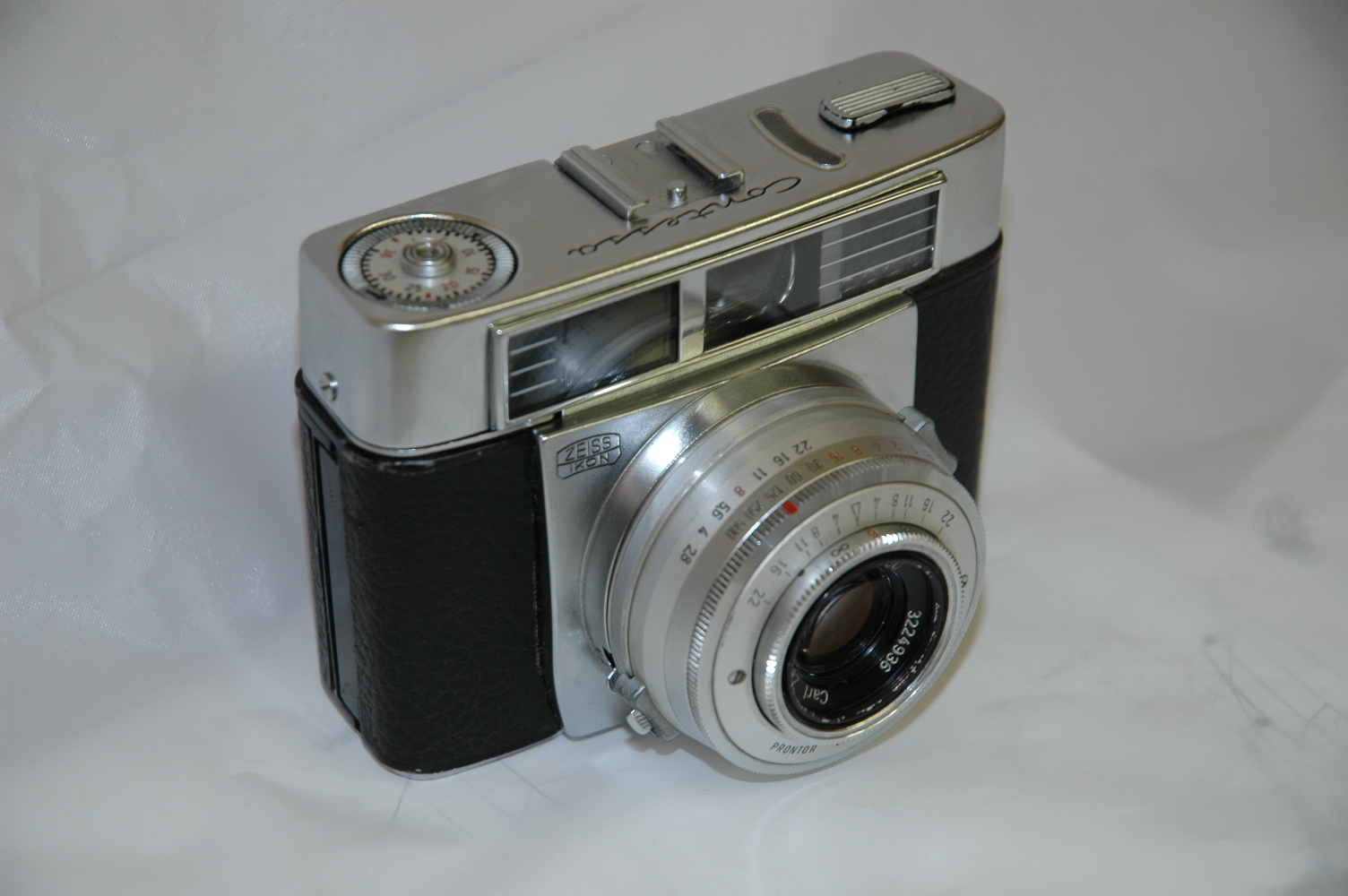
Zeiss Ikon Contessamatic

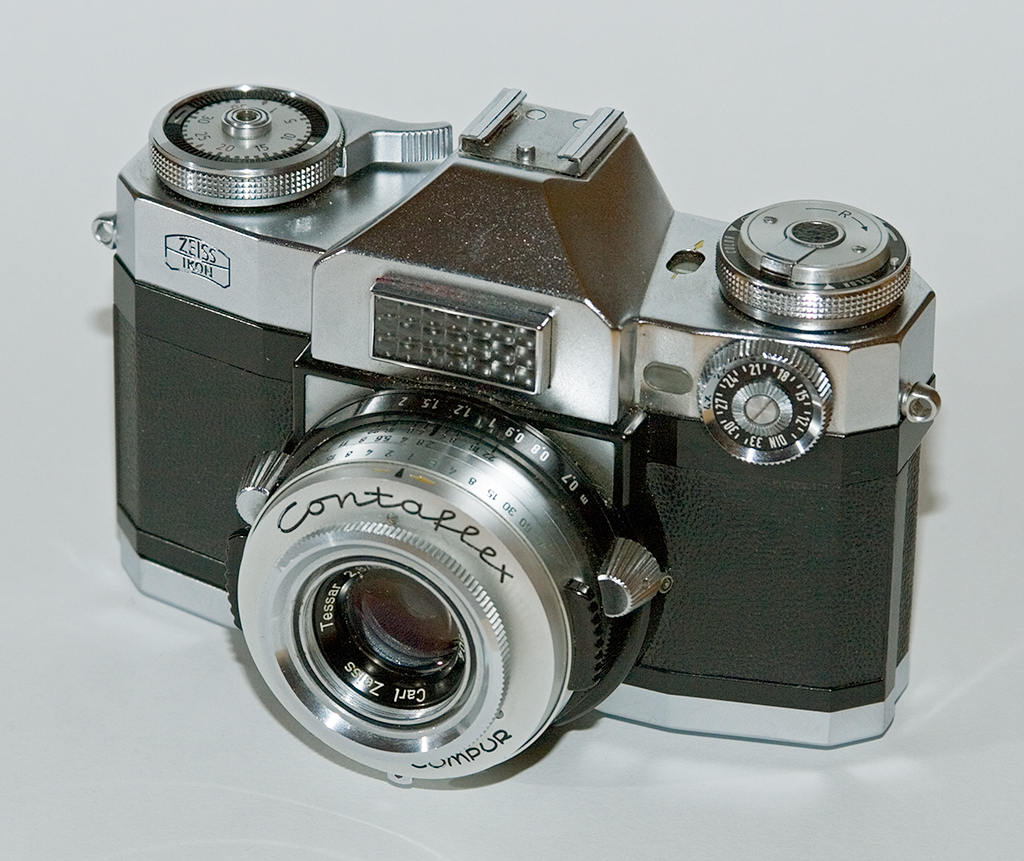
Zeiss Ikon Contaflex Super

Die nach Stuttgart verlegte Zeiss Ikon AG gründete 1950 ein Werk in Kiel für die Produktion der aus dem Ernemann-Erbe stammenden Produktlinie der Kinoprojektoren. Das Goerzwerk in Berlin-Zehlendorf wurde als Zweigbetrieb wieder aufgebaut. Als neuer Unternehmenszweig kam die Tochtergesellschaft Zeiss Ikon Büromaschinen GmbH hinzu. Etwa 1954 hatte Zeiss Ikon einen Weltmarktanteil von 50 Prozent.
1956 wurde Zeiss Ikon mit Voigtländer in der Carl-Zeiss-Stiftung zusammengefasst, ein weiteres Werk in Schelklingen gegründet und das Zett-Geräte-Werk in Braunschweig übernommen. Danach wurden unter dem Dach eines einzigen Konzerns eine ganze Reihe nicht miteinander kompatibler Kamerasysteme angeboten. Das waren im Wesentlichen Contax II/IIIa, Bessamatic, Ultramatic, Contaflex, Contarex, Icarex 35 und die SL 706.
Die Objektivproduktion wurde 1970 nach Braunschweig verlagert, die Kameraproduktion blieb in Stuttgart. 1972 wurde das ehemalige Werk von Contessa-Nettel in Stuttgart geschlossen und die Produktion von fotografischen Geräten vollständig eingestellt.
Ab ca. 1920 wurden im Goerzwerk von Zeiss Ikon in Berlin auch Leuchten (u. a. Strahler für die Beleuchtung von Läden und Schaufenstern) gefertigt. Einige dieser Modelle wurden von Adolf Meyer gestaltet. Besonderheit der Zeiss Ikon-Leuchten waren die verspiegelten Glasreflektoren. Die Leuchtensparte wurde 1988 als Z-I-Lichtsysteme ausgegliedert.
1989 wurde die Zeiss Ikon AG von dem finnischen Unternehmen Abloy OY übernommen und die Firma in Ikon AG geändert. Heute gehört das Unternehmen zum finnisch-schwedischen Assa-Abloy-Konzern. Im Januar 2003 wurde die Ikon AG (Goerzwerk) in eine GmbH umgewandelt. Am 1. April 2005 fusionierte die Ikon GmbH (Berlin) mit eff eff in Albstadt zur Assa Abloy Sicherheitstechnik GmbH mit Sitz Albstadt. Sie beschäftigt sich ausschließlich mit der Herstellung und dem Vertrieb mechanischer und elektromechanischer Schließsysteme, Türöffner und Sicherheitsbeschläge.

#### Zeiss Ikon Kameras (2005)

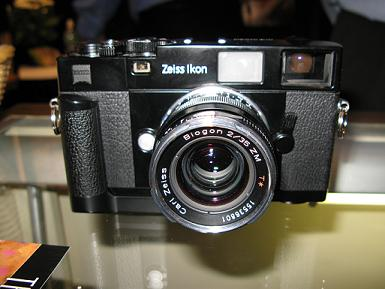
Zeiss Ikon Messsucherkamera ZI (2005)

2005 gab es eine Wiederbelebung der Marke Zeiss Ikon (ZI) durch die Carl Zeiss AG. Die neue ZI ist eine völlig neu entwickelte klassische Messsucherkamera für 35 mm-Kleinbildfilm mit hochwertigen, zur Leica M kompatiblen Wechselobjektiven. Sie wurde von Zeiss, Oberkochen entwickelt (Design stammt vom Büro Henssler & Schultheiss). Die Serienfertigung fand in Japan bei Cosina statt.

## Produktübersicht

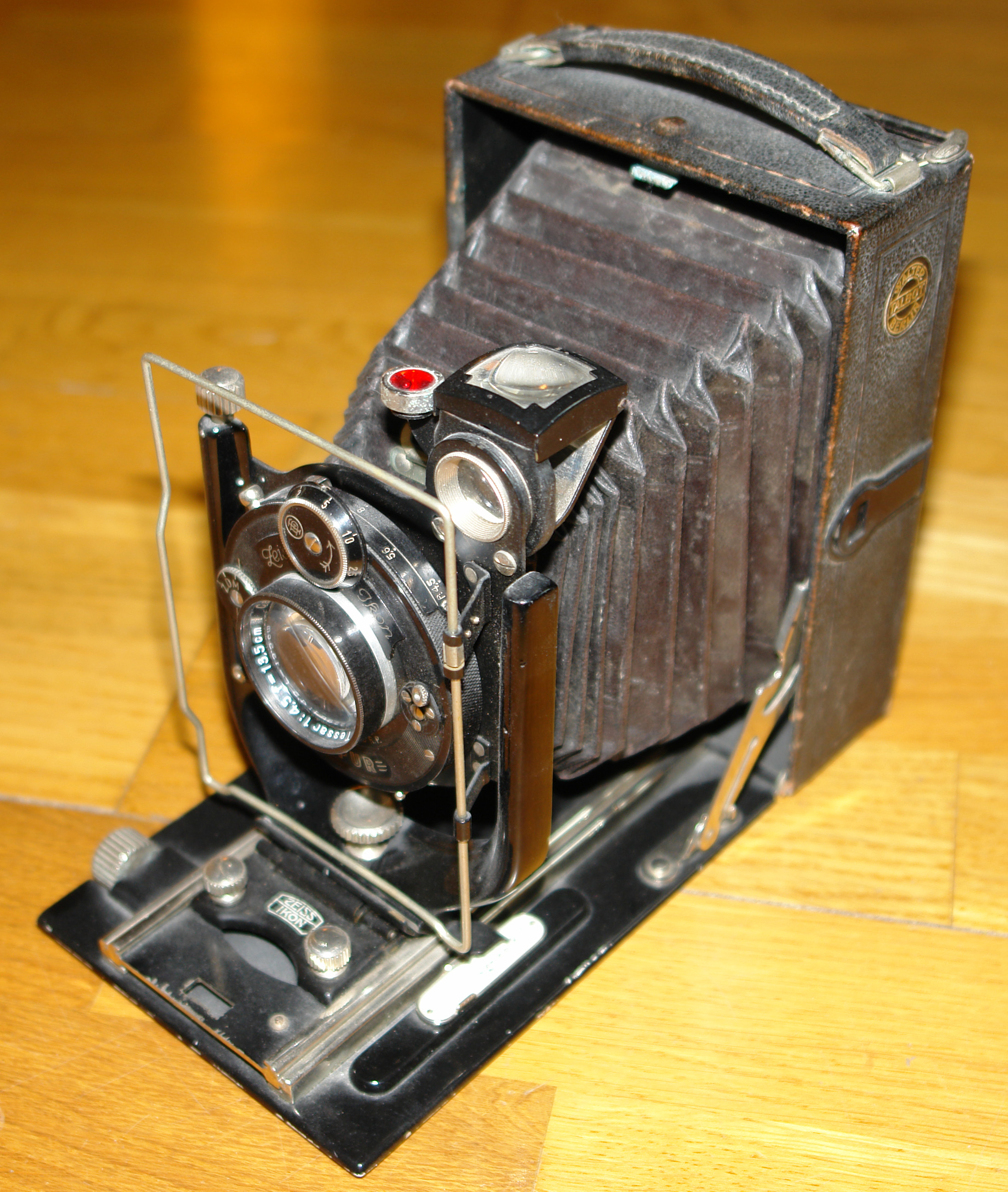
Zeiss Ikon Telma Faltkamera mit Tessar-Objektiv und Compur-Zentralverschluss
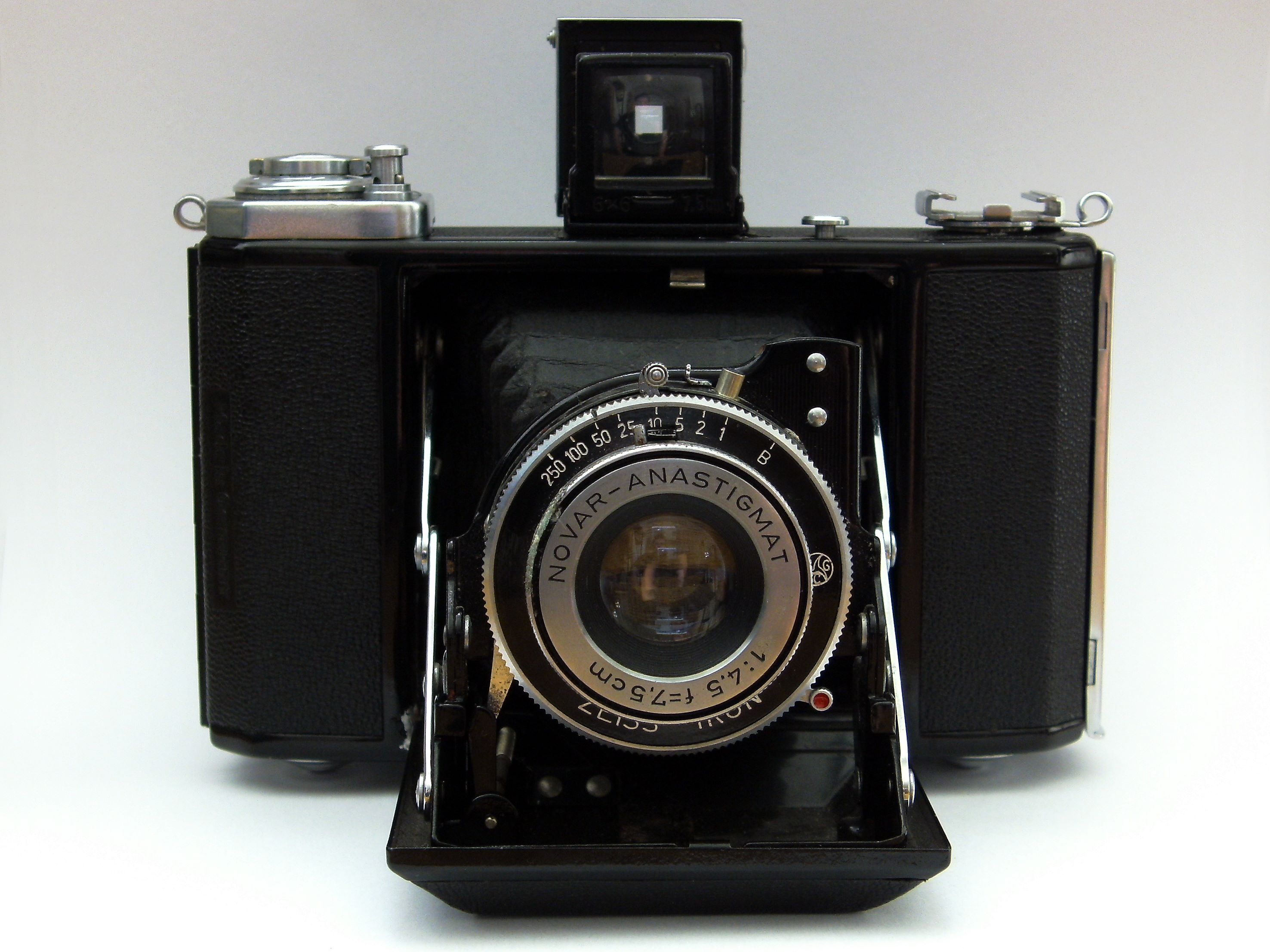
Zeiss Ikon Ikonta 521/16
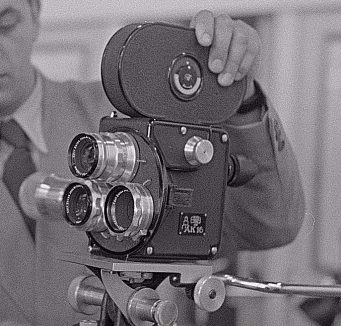
16-mm-Schmalfilmkamera AK16 (1952)
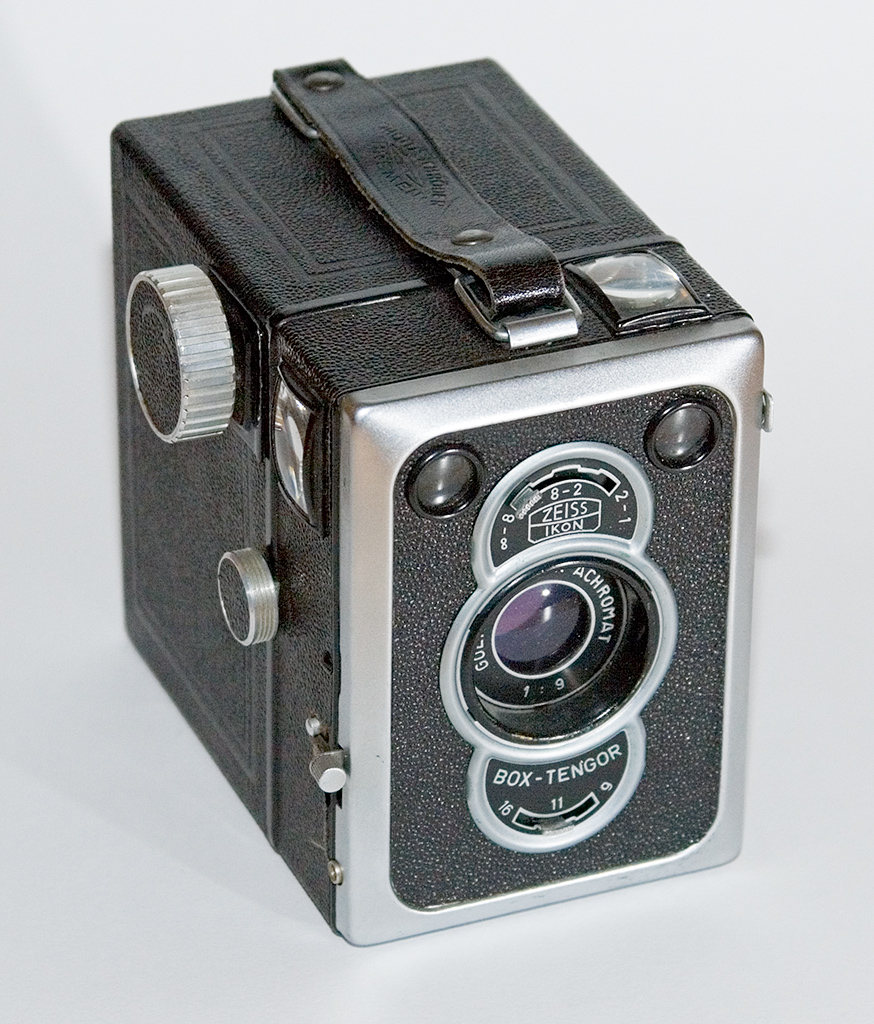
Zeiss Ikon Box Tengor
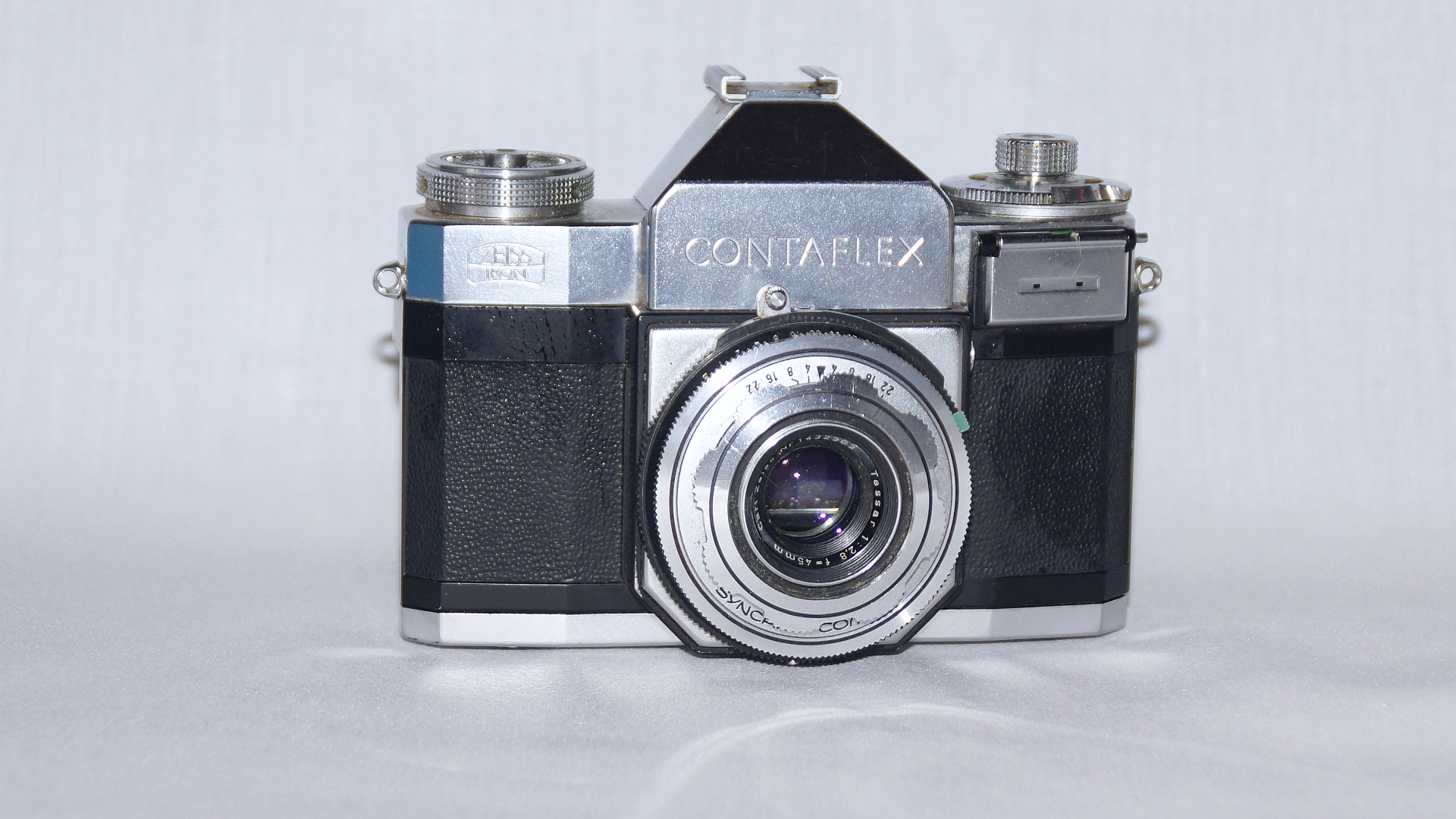
Zeiss Ikon Contaflex II mit Tessar 1:2.8/45mm
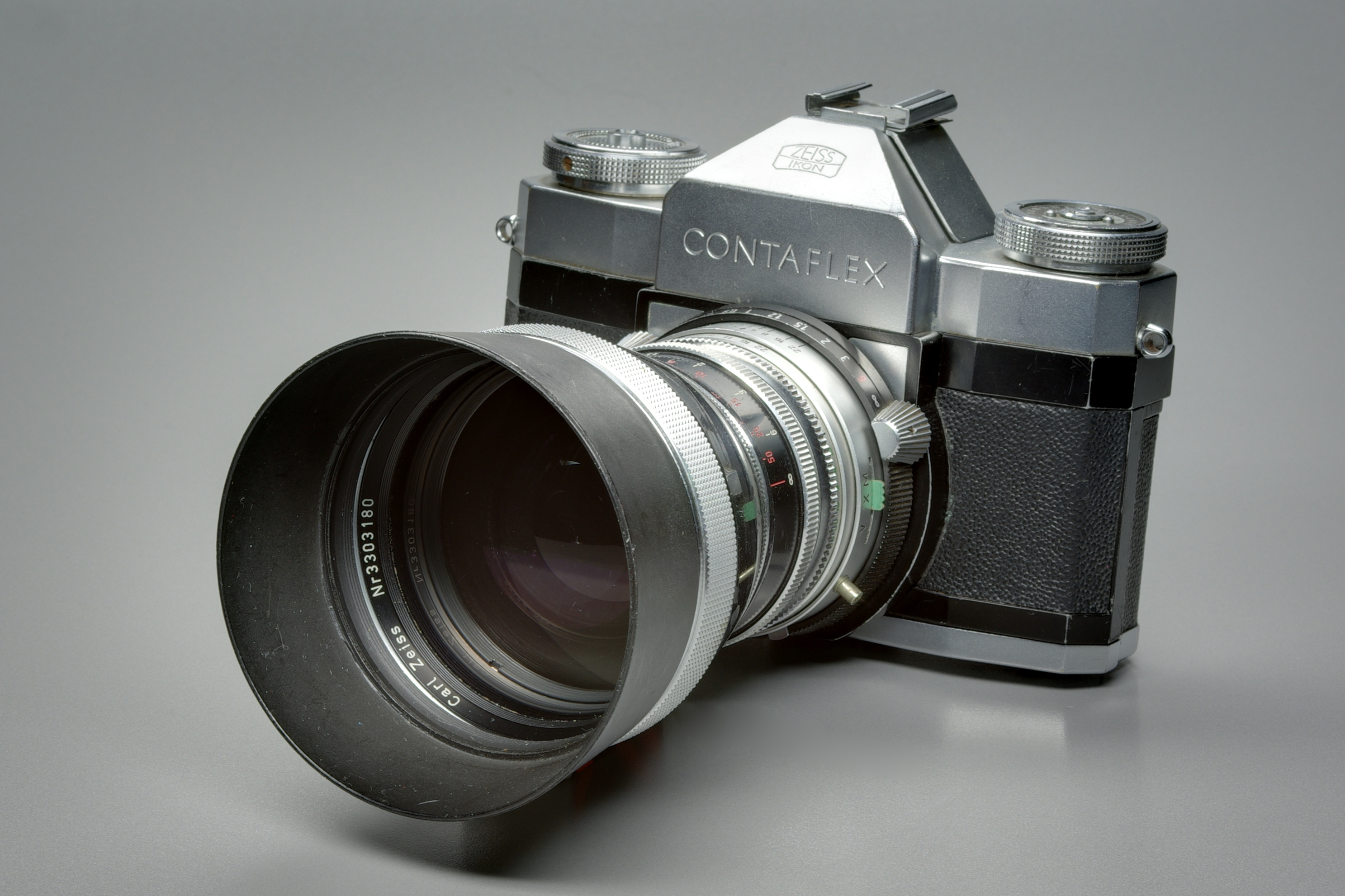
Zeiss Ikon Contaflex III mit Pro-Tessar 1:4/115
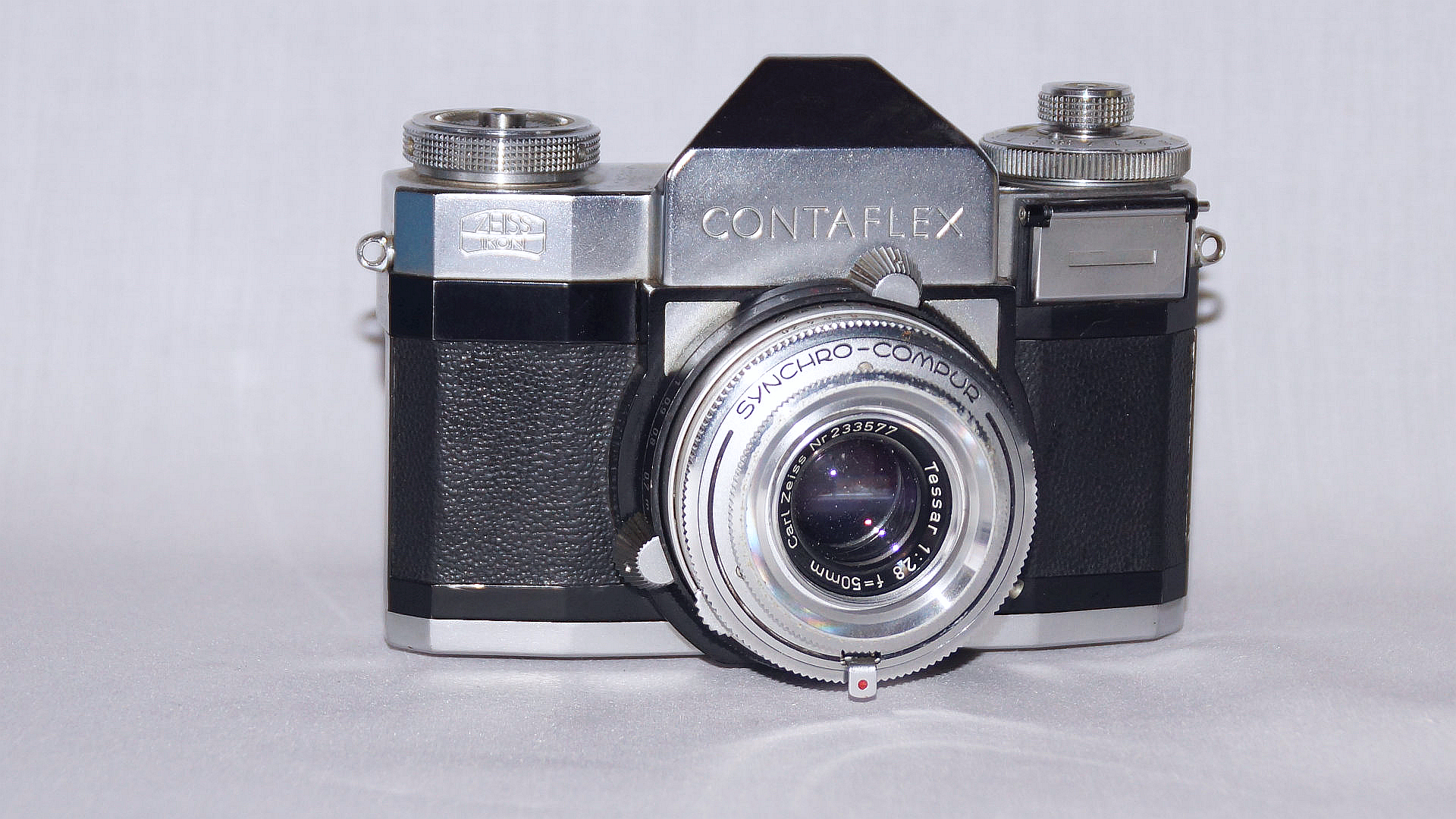
Zeiss Ikon Contaflex IV mit Tessar 1:2.8/50mm
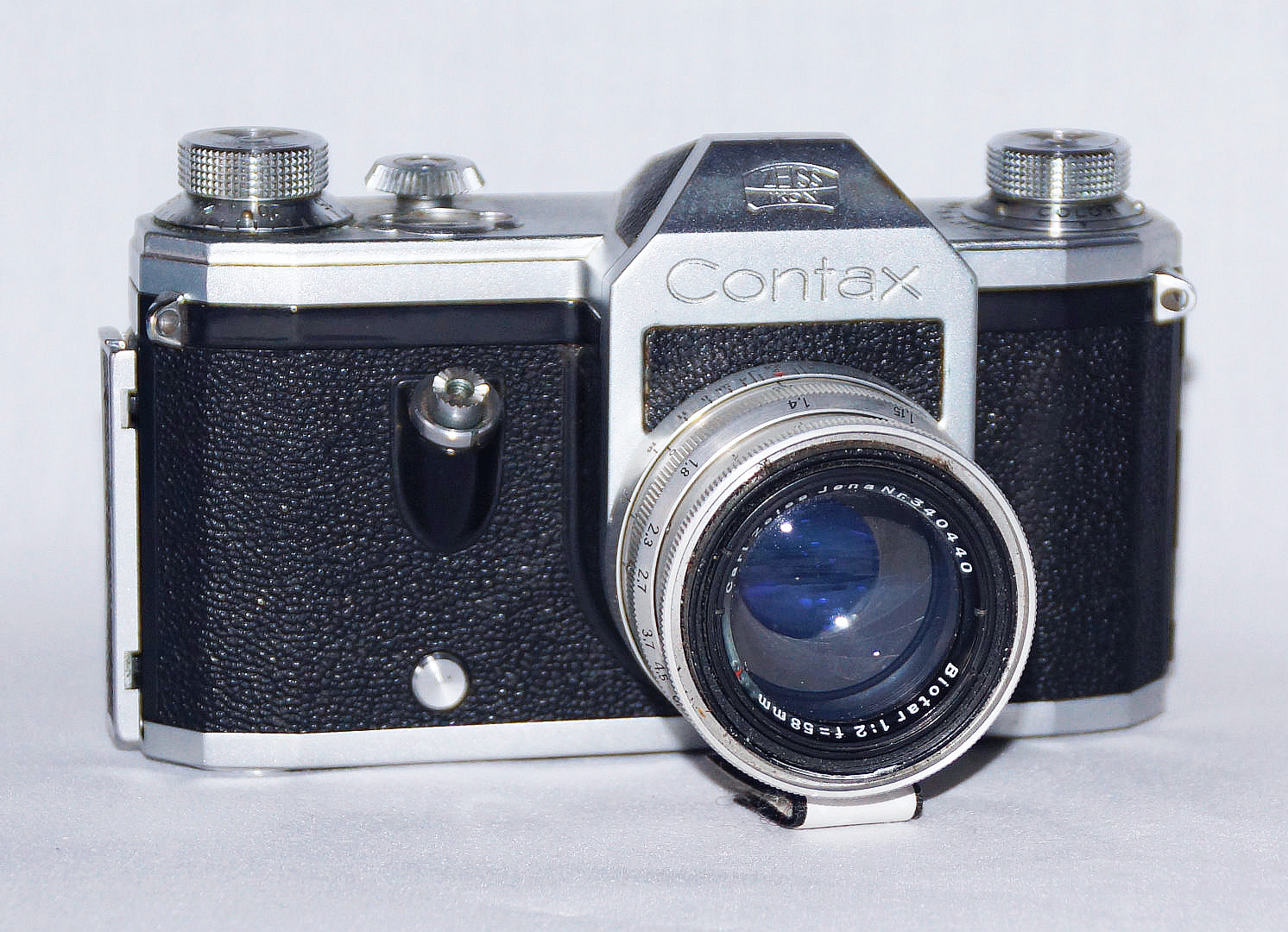
Zeiss Ikon Contax S mit Biotar 1:2.0/58mm
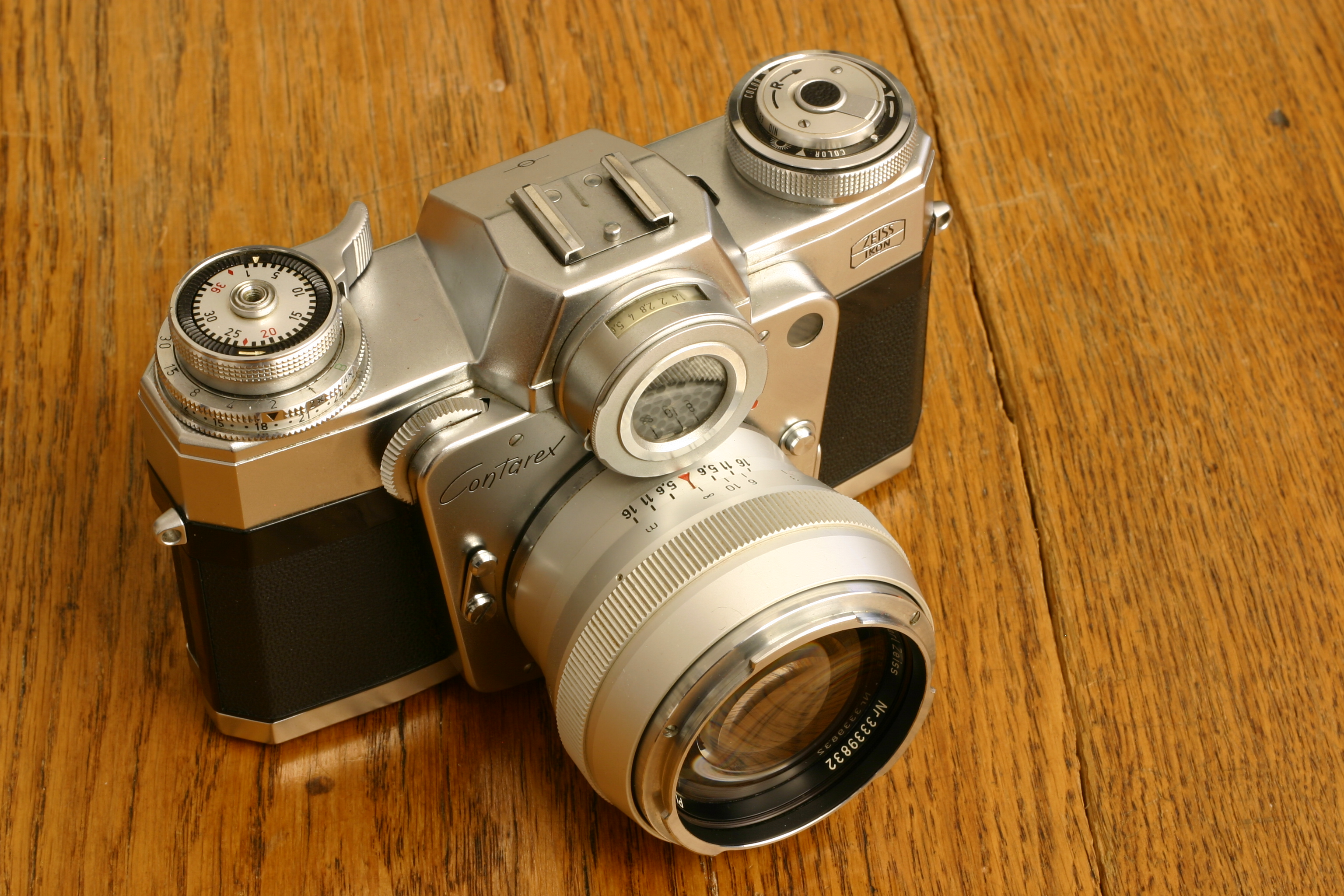
Contarex mit Planar 55mm, 1:1,4
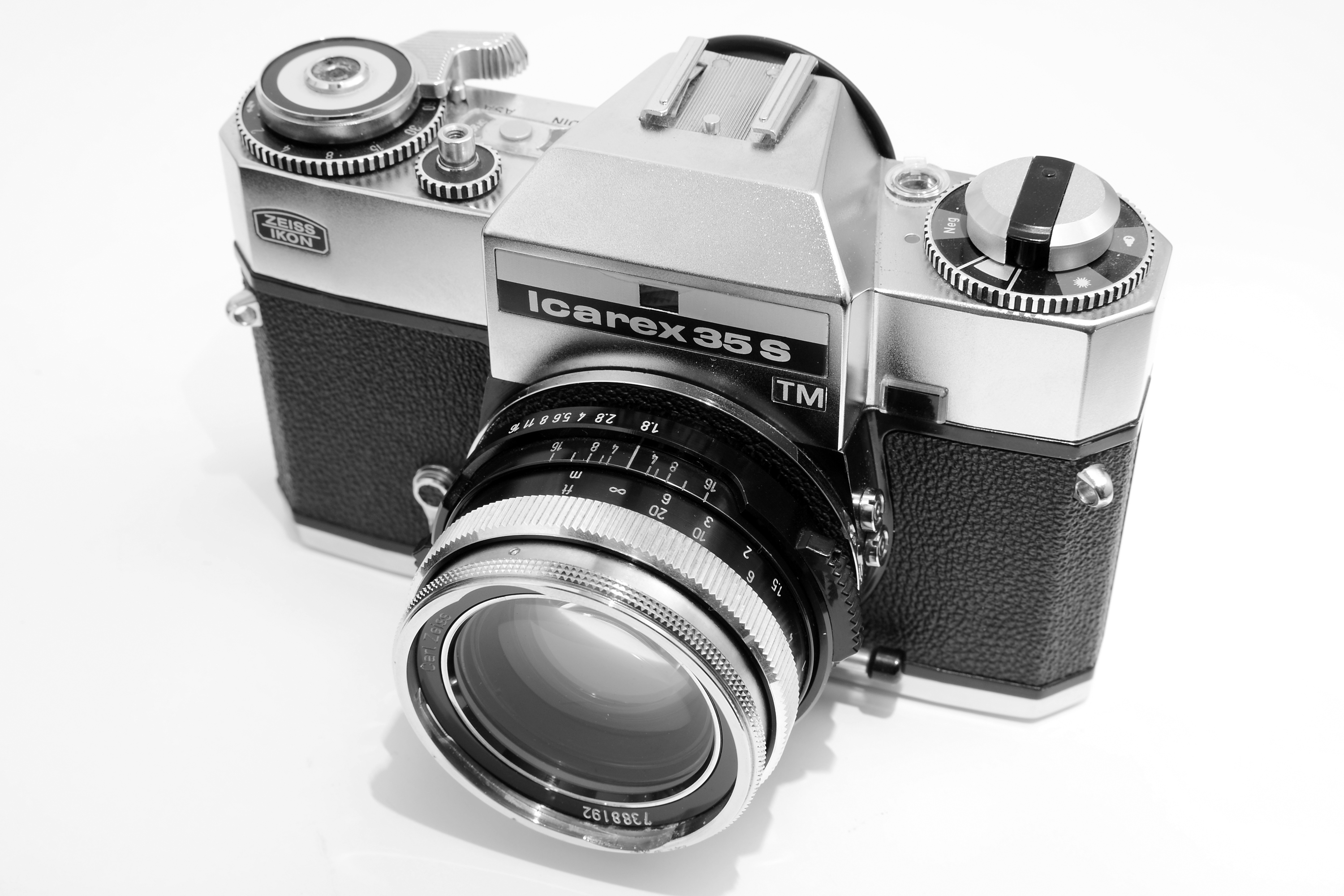
Zeiss Ikon Icarex 35 S TM mit Ultron 50mm 1:1,8
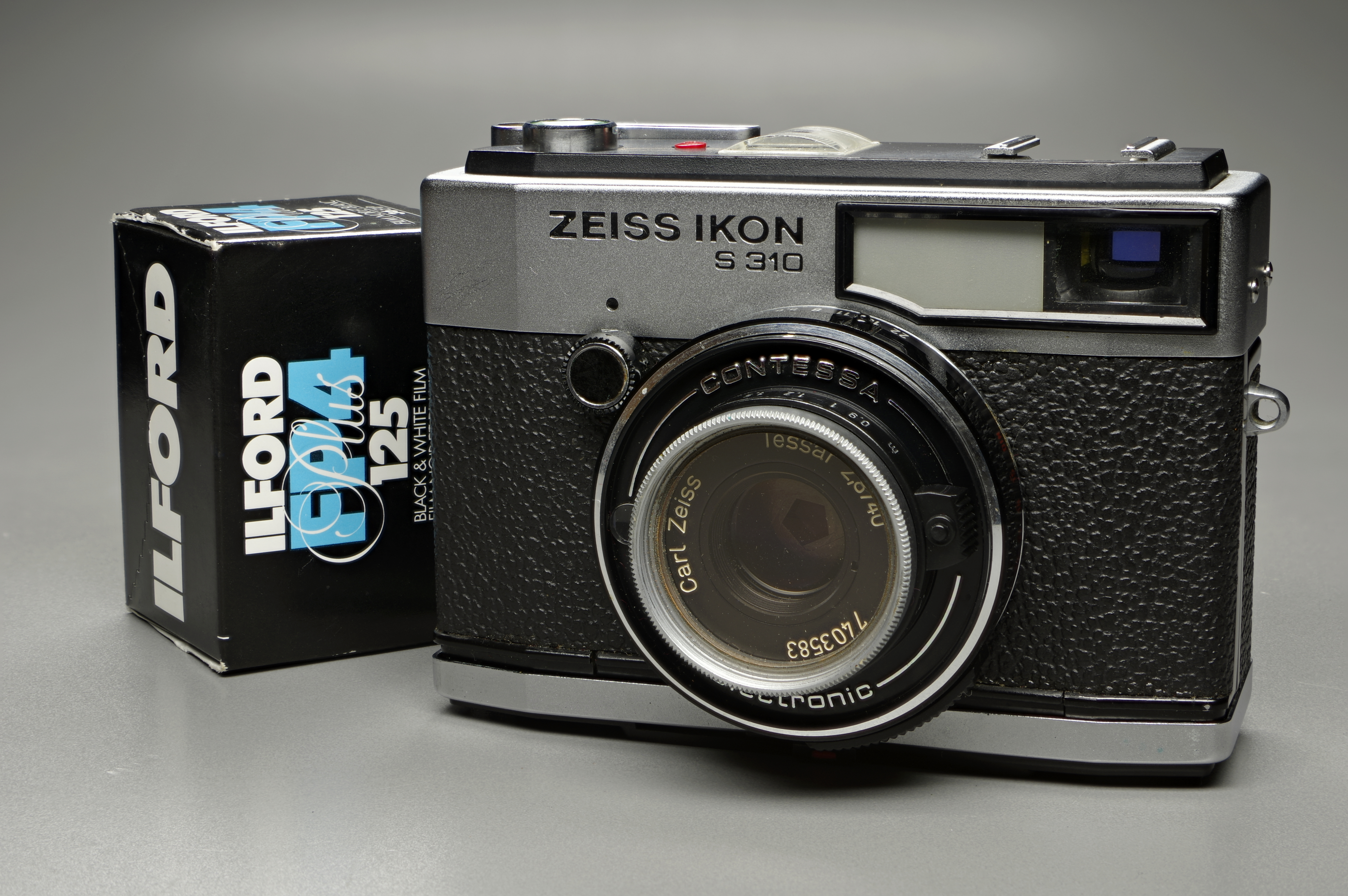
Zeiss Ikon S 310

Anfänglich wurden Kamerabaureihen der Einzelunternehmen, die 1926 fusioniert wurden, weitergeführt. So die Cocarette (Contessa-Nettel), die Icarette (ICA), die Box Tengor (Goerz) – welche in diversen Varianten für die Aufnahmeformate 6 × 9 cm, 4,5 × 6 cm und 6,5 × 11 cm gebaut wurde (später kam noch die Box Tengor 54/18, auch Baby Box Tengor genannt, im Aufnahmeformat 3 × 4 cm dazu) – oder die Ermanox (Ernemann).
Weitere bekannte Modelle (Vorkrieg):
- Bebe
- Bobette
- Cocarette
- Contaflex (TLR)
- Contax
- Deckrullo
- Ergo
- Ermanox
- Favorit
- Halloh
- Icarette
- Ideal
- Ikoflex
- Ikonta
- Kolibri
- Liliput
- Maximar
- Movikon
- Nettar
- Nettel
- Nixe
- Piccolette
- Polyskop
- Simplex
- Sirene
- Taxo
- Tenax
- Trona
- Volta

Weitere bekannte Baureihen sind die Ikoflex, eine TLR und die Contarex die ab 1959 bei der Zeiss Ikon AG (West) gebaut wurde. Zeiss Ikon Kameras waren in vielen Bereichen technologisch führend: so baute Zeiss Ikon mit der Contax die erste Messsucherkamera oder mit der Contaflex TLR im Jahr 1935 die erste Kamera mit eingebautem Selen-Belichtungsmesser. Der VEB Mechanik Zeiss Ikon in Dresden stellte ab 1949 mit der Contax S (Spiegelcontax) die erste Spiegelreflexkamera mit Dachkantprisma der Welt vor.
Weitere bekannte Modelle (Nachkrieg):
VEB Zeiss Ikon (DDR):
- Contax/ Pentacon
- Ercona/ Exona
- Taxona

Zeiss Ikon AG (BRD):
- Box Tengor
- Colora
- Contaflex
- Contarex
- Contax
- Contessa
- Contina
- Hologon Ultrawide
- Icarex 35
- Ikoflex
- Ikomatic
- Ikonette
- Ikonta
- Movikon
- Nettar
- Nettax 6x6
- S 310/ S 312
- Symbolica
- Tenax automatic

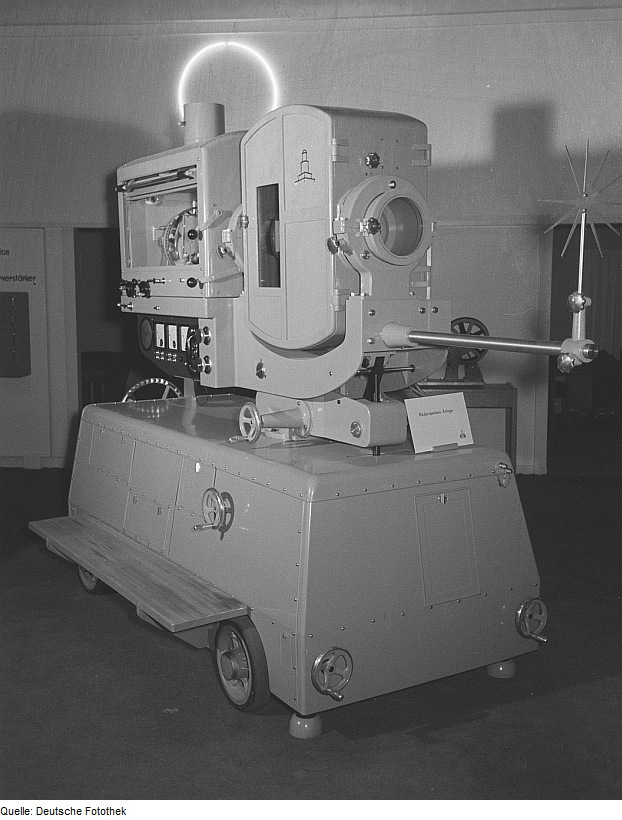
Rückprojektionsanlage
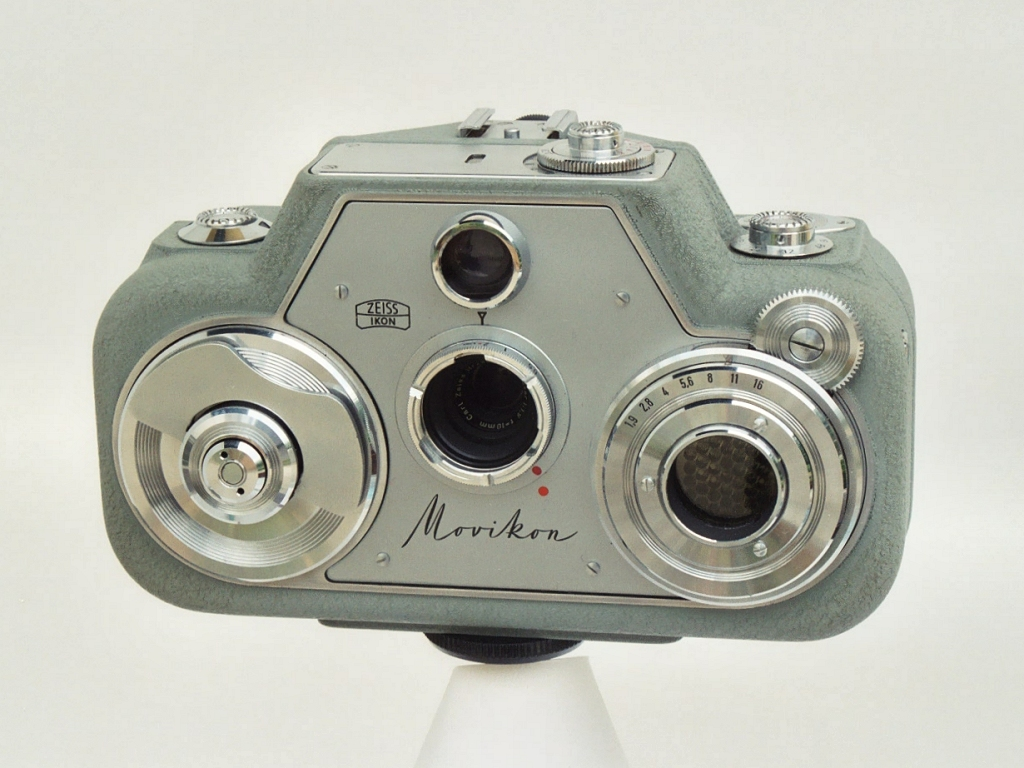
Schmalfilkamera Zeiss Ikon Movikon
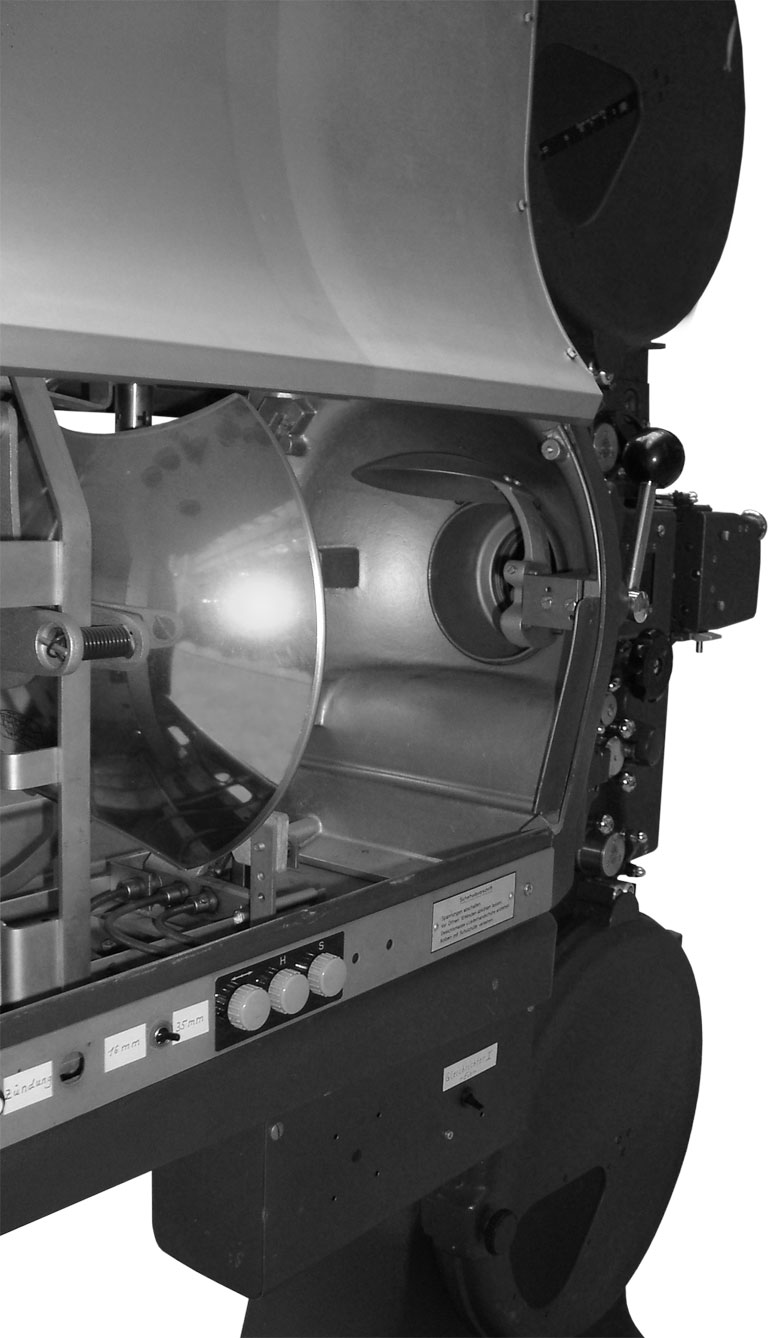
Filmprojektor Ernemann 35 mm (Typ: Zeiss Ikon IX)
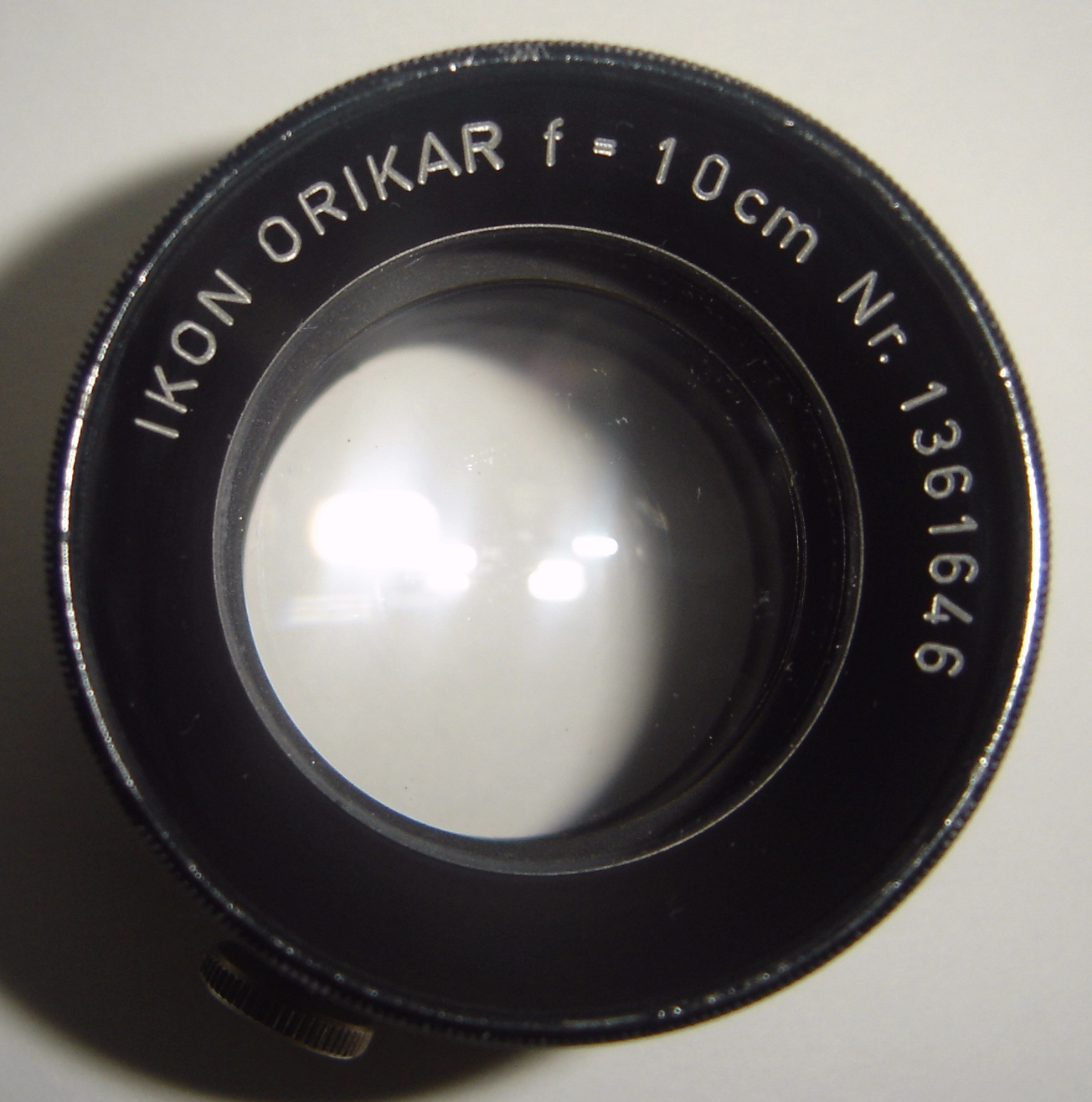
IKON Orikar Projektionsobjektiv

Zu den Produkten gehörten aber auch andere optische Geräte und Bauteile. Beispiele sind
- Filmkameras (Movikon, AK8) und Filmbetrachter (Moviskop)
- Objektive für die Film- und Diaprojektion (Orikar, Talon) oder
- Diaprojektoren (Zeiss Ikon Royal AF, Aspectar 150, Ikolux, Perkeo, Paracolor, Unimat).